# Petróleos de Venezuela
Petróleos de Venezuela, S.A. (PDVSA) es una empresa estatal venezolana, cuyas principales actividades son la explotación, producción, refinación, mercadeo y transporte del petróleo venezolano, así como los negocios de orimulsión, química, petroquímica y carbón. Fue creada por decreto gubernamental el 30 de agosto de 1975, luego de la nacionalización de la industria petrolera, e inició operaciones en 1976.
La petrolera posee las mayores reservas petrolíferas del mundo, alcanzando a finales de 2013, una suma total certificada de 298.353 millones de barriles, que representan el 20% de las reservas mundiales de este recurso. Una vez finalizado el proyecto de cuantificación de las reservas de petróleo en la Faja del Orinoco, Venezuela deberá poseer reservas probadas con un total cercano a 316.000 millones de barriles, la mayoría de ellos correspondientes a crudo extrapesado.
Entre las instalaciones en suelo venezolano, destaca por ser propietaria de la segunda refinería más grande del mundo: el Complejo Refinador Paraguaná, en el estado Falcón, con una capacidad de procesamiento de 940.000 barriles diarios de crudo, así como las refinerías de Puerto La Cruz, con una capacidad de procesamiento de 200.000 barriles diarios y El Palito, que refina 130.000 barriles diarios.

## Historia

### Creación

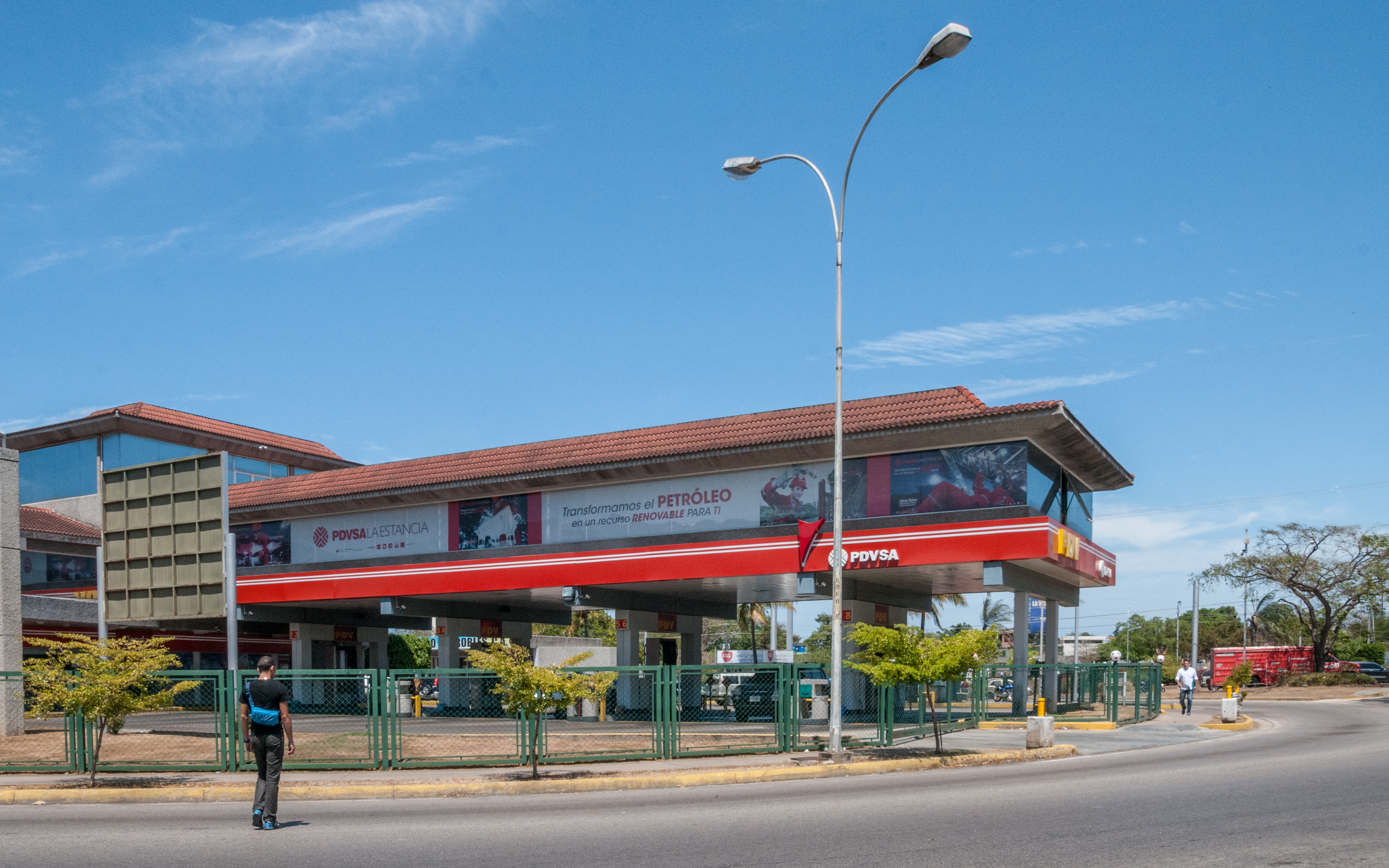
Bomba Gasolinera de PDV (filial de Petróleos de Venezuela), en La Isla de Margarita, Estado Nueva Esparta.

PDVSA fue creada por decreto gubernamental el 30 de agosto de 1975, absorbiendo las operaciones y activos pertenecientes a la Corporación Venezolana del Petróleo el 2 de noviembre de ese mismo año y asumiendo a partir del 1 de enero de 1976 la planificación, coordinación y supervisión de todas las operaciones petroleras del país, bajo la tutela del Ministerio de Energía y Minas, conforme al marco legal establecido en la Ley Orgánica que reserva al Estado la Industria y el Comercio de los Hidrocarburos (Ley Orgánica del 29 de agosto de 1975). En sus inicios, ejerció principalmente las actividades de casa matriz de las empresas operadoras nacionalizadas, sucesoras de las 13 antiguas concesionarias privadas existentes hasta esa fecha, a saber:
- Amoven (sucesora de Amoco)
- Bariven (sucesora de Sinclair/ARCO)
- Boscanven (sucesora de Chevron)
- Deltaven (sucesora de Texaco)
- Guariven (sucesora de Petrolera Las Mercedes, empresa venezolana de capital privado)
- Lagoven (sucesora de Creole Petroleum, filial de Exxon)
- Llanoven (sucesora de Mobil)
- Maraven (sucesora de Shell)
- Meneven (sucesora de Mene Grande Oil, filial de Gulf Oil)
- Palmaven (sucesora de Sun Oil)
- Roqueven (sucesora a partir de mayo de 2007 de Phillips)
- Taloven (sucesora de Talon Petroleum, empresa venezolana de capital privado)
- Vistaven (sucesora de Petrolera Mito Juan, empresa venezolana de capital privado)

A excepción de Bariven, Palmaven y Deltaven, todas estas operadoras estatales fueron integrándose progresivamente, de manera que en 1978 ya sólo quedaban cuatro, que fueron finalmente reducidas a 3 en 1986 (Lagoven, Corpoven y Maraven). Bariven fue convertida en 1980 en la compañía encargada de compras de equipos y materiales en el exterior; Palmaven asumió en 1987 la distribución de fertilizantes en el mercado nacional y asistencia a las actividades del agro, mientras que Deltaven fue reactivada en 1997 para absorber las actividades de comercialización de combustibles y lubricantes en el mercado interno venezolano.
Con la creación de la filial Pequiven en marzo de 1978, PDVSA asume la conducción de la industria petroquímica. La filial "Refinería Isla" se constituyó en octubre de 1985 para operar la refinería arrendada a Curazao. En 1986, PDVSA adquirió Carbozulia, anteriormente propiedad de Corpozulia, para explotar los mantos carboníferos de la formación Paso Diablo en el río Guasare. Para independizar las actividades de producción, transporte y comercialización del combustible Orimulsión -desarrollado conjuntamente por las filiales INTEVEP, Lagoven y Corpoven-, PDVSA estableció la empresa Bitor (Bitúmenes del Orinoco) en 1988, para producir, transportar y comercializar la Orimulsión. En 1990, se crea PDV Marina con el propósito de integrar el recurso humano, la flota, equipos y operaciones marítimas de PDVSA y sus filiales.
PDVSA administra los recursos de Venezuela :el petróleo, el gas y carbón sus reservas probadas certificadas al año 2010 son:
| Mat. prima      | Petróleo                         | Gas                             | Carbón                                |
| Área            | Reservas probadas 296 501 MM Bls | Reservas probadas 194 781 BPC   | Reservas probadas 1461 MMTM           |
| Occidente Zulia | 19 952                           | 34 220                          | 400-500 MMTM                          |
| Barinas -Apure  | 1262                             | 368                             |                                       |
| Oriente         | 16 584                           | 92 557                          |                                       |
| Faja (FPO)      | 258 227                          | 36 390                          |                                       |
| Costa afuera    | 476                              | 31 246                          |                                       |
|                 | MMM Bls : Millardo de barriles   | BPC : Billardos de pies cúbicos | MMTM : Millones de toneladas métricas |

## Apertura petrolera externa o Internacionalización

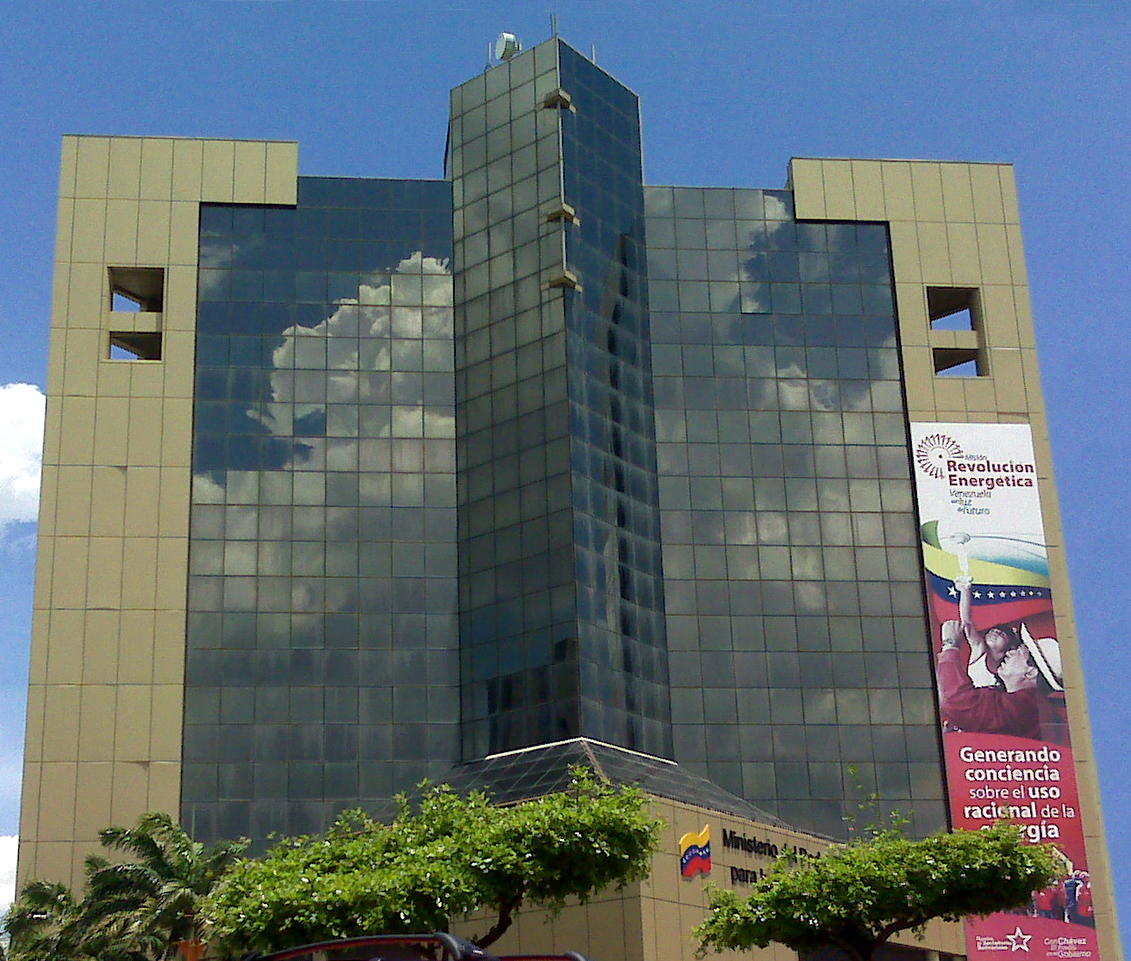
Sede de PDVSA en la Av. 5 de Julio, Maracaibo, Zulia.

A finales del año 1982 PDVSA inicia el Programa de Internacionalización o Capitalización hacia fuera de la industria petrolera venezolana que duró hasta el año 1999, siendo el objetivo principal la adquisición de activos fuera del país (refinerías, oleoductos, puertos, terminales) con sus propios recursos o a través de asociaciones con compañías transnacionales impulsados por el artículo 5 de la Ley Orgánica que Reserva al Estado la Industria y el Comercio de los Hidrocarburos para esa época.

#### Europa
PDVSA inició un estratégico programa de internacionalización que comenzó con la compra en 1983 del 50% de un complejo refinador y petroleoquímico situado en el área de Düsseldorf a la empresa alemana Veba Öl AG. Otras adquisiciones se firmaron en junio de 1986, con el 50% de Nynäs Petroleum, para ampliar el circuito de refinerías en Europa.

##### Alemania
En los años 1983 fue creada la empresa Ruhr Oel and Gas exactamente el 21 de abril se firmó un acuerdo entre PDVSA con Veba Öl AG que era copropietaria para manejar un grupo de cuatro refinerías alemanas para procesar crudos pesados y extrapesados procedentes de Venezuela. Fue en el gobierno de Luis Herrera Campins que aceptó que le fuesen transferidas 50% de las acciones de refinerías alemanas a PDVSA por deudas por más de 900 millones de marcos alemanes y un programa de inversiones superiores a los 3 mil millones de marcos durante tres años. En octubre de 2010 el gobierno vende su parte accionaria a la empresa Rosneft, la venta supera los 1,600 millones de dólares.  La Ruhr Oel, que tiene una capacidad global de 1,04 millones de b/d de procesamiento, Pdvsa poseía acciones del 50% de la refinería Gelsenkirchen, 19% de Schwedt, 13% de Neustadt y 12% de Karlsruhe; participaciones que le permiten a PDVSA suministrar unos 240 mil b/d. La Ruhr Oel cubre un 20% de la demanda de derivados y productos petroquímicos del mercado alemán.

##### Suecia e Inglaterra
En 1986 PDVSA firma un acuerdo de asociación con Nynäs AB Petroleum mediante el cual adquiere el 50% de las acciones de esta empresa, siendo la segunda de las principales proveedoras de asfalto y suplidor de lubricantes en Europa, contando con cuatro refinerías, sistema de almacenamiento en casi toda Europa, y 16 terminales de distribución de asfaltos y lubricantes. Hasta el 2012 PDVSA mantenía la sociedad Nynäs AB a partes iguales con Suecia y el Reino Unido con la firma Neste Oil, con una capacidad conjunta de 67.000 barriles por día (bpd): Nynaeshamn y Gothenburg en Suecia, Dundee en Escocia y Eastham en Inglaterra, PDVSA estudia vender su parte a Neste Oil que vienen conversando desde el 2005 consumían un 90% de crudo venezolano para convertirlo en asfaltos especializados, lubricantes y aceites. Esta empresa viene trabajando en sociedad con PDVSA desde 1986.
El 12 de mayo de 2020 PDVSA había vendido parte de sus acciones en Nynas AB quienes informaron que PDVSA solo tenían participación del 15% y el otro 35% paso a propiedad de una nueva fundación privada sueca de nombre Nyna cuyos accionistas no están identificados, Una comisión Ad Hoc nombrada en abril de 2019 por la Asamblea Nacional presidida por Juan Guaidó había alertado el 17 de diciembre de 2019 las irregularidades posibles de dicha perdida patrimonial sin la debida autorización. La nueva reestructuración de la directiva que comprendía de 10 directores solo correspondería un director a PDVSA

#### Norteamérica
En febrero de 1986, PDVSA adquirió el 50% de Citgo Petroleum, empresa situada en Dallas, Estados Unidos, mientras que en septiembre de ese año completó la adquisición de la totalidad de la empresa. En septiembre de 1988 la totalidad de Champlin Petroleum, operadora de una refinería en Corpus Christi, y en diciembre de 1988 el 50% accionario de una refinería en el área de Chicago, asegurando así una capacidad de refinación que duplicaba a la instalada en el país a la fecha, como también la colocación de la mitad del petróleo crudo exportado.

### Estaciones de servicio
Muchos negocios de venta de 7-Eleven solían tener estaciones de servicio con gasolina distribuida por Citgo Petroleum que en 1983 fue comprada por Southland Corporation. En 1986 Citgo (Petróleos de Venezuela SA) compró el 50%de las estaciones de servicio, y el 50% restante se adquirió en 1990, conformada en ese momento por un total 14,885 estaciones de servicio.
- Refinería de Corpus Christi Corpus Christi, (Texas), 157,500 bbl
- Refinería de Lake Charles Lake Charles, (Luisiana), 427,800 bbl
- Refinería de Lemont Lemont, (Illinois), 175,940 bbl
- Refinería Merey Sweeney Texas, 214.000 bpd

En 1990 las empresas PDVSA y ConocoPhillips se integran en una sociedad con el objetivo de instalar y manejar 50-50 una unidad de coquización retardada, la Refinería Merey Sweeney de Texas cuya capacidad para procesar se ubicaba en 214.000 barriles por día.
En mayo de 2007, el presidente Hugo Chávez aplicó un decreto de nacionalización de la industria petrolera de exploración y producción que consistió en aumentar las acciones del estado de hasta un 51 % del control en los negocios con petroleras extranjeras en la Faja petrolífera del Orinoco, luego de no lograr un acuerdo con ConocoPhillips propietaria de un 61 % en territorio venezolano. En 2010 Conoco inicia un proceso judicial de arbitraje que dio como resultado sentencias en 2014 en contra del gobierno y que apelara a dicha sentencias, para 2016 Pdvsa pierde las acciones de la Refinería Merey Sweeney de Texas a su vez Conoco queda obligada, por su parte, a asumir la deuda de Pdvsa, que suma unos 195 millones de dólares.
En marzo de 2019 el Banco Mundial dice que Venezuela debe pagar más de 8.140 millones de dólares a ConocoPhillips más otros 2000 millones de dólares que se le adjudicaron en un arbitraje anterior; el CIADI, había considerado en 2013 que la toma de posesión fue ilegal cuando en el 2007 le fueron incautados activos de petróleo y gas a una tasa de 5.5% de interés anual.

#### Refinería Lyondell
En 1993, CITGO firmó un acuerdo de empresa conjunta con Lyondell Chemical para formar la Compañía de Refinería Lyondell-CITGO en Houston; de los cuales Lyondell poseía el 58,75 por ciento y CITGO poseía el 41,25 por ciento restante. Lyondell negoció un convenio de 25 años con PDVSA para suministrar 240 MBD de crudo venezolano pesado a la refinería
En agosto de 2006 PDVSA vende la participación 41,25% de CITGO de la Refinería Lyondell (Texas) a su socio mayoritario con capacidad de procesamiento de 265 mil barriles por día. la refinería se valoró en US $5.250 millones de dólares, con lo cual la porción de CITGO cifró en US $2.165 millones de dólares. Debido a que había pasivos por saldar el monto neto a recibir quedó en US $ 1313 millones de dólares que serán depositados al FONDEN

#### Refinería de asfalto Paulsboro  y la  Refinerías de asfalto Savannah
En noviembre de 2007 el gobierno venezolano vendió la Refinería de asfalto Paulsboro (Nueva Jersey) y la Refinerías de asfalto Savannah (Georgia) a la empresa NuStar Asphalt Refining LLC así como una terminal ubicada en Wilmington. Por su parte, la empresa NuStar afirmó que desembolsará unos 450 millones de dólares por la adquisición, más un fondo de operaciones de unos 100 millones de dólares.

#### Refinería de Chalmette Refining LLC
En 1997 PDVSA adquiere una participación en Chalmette. Continuando con la estrategia de internacionalización de la compañía iniciada en la década anterior. El objetivo de esta compra era asegurar la colocación de los crudos pesados provenientes de la empresa Cerro Negro en la Faja del Orinoco, donde PDVSA era socia de  ExxonMobil  y VebaOel, gracias al desarrollo de proyectos bajo la figura de Asociaciones Estratégicas.En 2008 Los problemas con ExxonMobil sobre expropiación de sus activos da origen a un litigio con el estado venezolano. En 2015 se produce la venta de la Refinería de Chalmette Refining LLC ubicada en Chalmette, Luisiana (EE. UU.) a la empresa PBF Energy Inc para poder pagar parte de la indemnización a ExxonMobil por la pérdida del arbitraje, la venta se cerró por $322 millones, de los cuales a Pdvsa solo le corresponde la mitad la otra mitad le pertenece a ExxonMobil (50% - 50%) procesaba 185.000 B/día.

#### Caribe
Luego de la promulgación del Decreto Presidencial N.º 1.385, se creó la Fundación para la Investigación de Hidrocarburos y Petroquímica, lo cual abrió el camino a lo que hoy constituye el Centro de Investigación Científica y Apoyo Tecnológico de la industria petrolera nacional, que se constituyó como empresa mercantil, filial de Petróleos de Venezuela, lo cual permitió adoptar políticas y actividades administrativas alineadas con la Corporación.
En junio de 2005 Hugo Chávez lleva una nueva geopolítica petrolera del Gobierno poniendo las bases para salirse del mercado estadounidense en el Primer Encuentro Energético en la ciudad de Puerto La Cruz funda Petrocaribe un acuerdo energético en que Venezuela va financiar la construcción, modernización de refinerías, patios de tanque, oleoductos y plantas hidroeléctricas en algunos países miembros. Así Venezuela decidió modificar los contratos de suministros al sistema Citgo que eran a 10 años y reducirlos a una vigencia de 1 año, y 1 año de prórroga, y podría deshacerse de los mismos legalmente. incluso ofrece en venta parte de sus refinerías de EE. UU.

##### Aruba
En 1991 PDVSA adquirió de Chevron el terminales de aguas profundas en el mar Caribe en Aruba.
En septiembre de 2015 Aruba firmó con Citgo un memorándum de entendimiento para explorar la reapertura de la Refinería San Nicolás ubicada en Aruba, detenida desde 2012 por la operadora Valero Energy con una capacidad instalada para refinar 235.000 b/día. En septiembre de 2016 el parlamento de Aruba aprobó la autorización a Citgo  de un arrendamiento por 25 años la Refinería de San Nicolás y una inversión aprobada por PDVSA de 685 millones de dólares, el 23 de mayo de 2018 la corte levantó el embargo de dos cargamentos de petróleo los tanqueros Atlantic Lily y Grimstad que ConocoPhillips solicitó como parte de sus esfuerzos por cobrar un laudo arbitral contra PDVSA. En febrero de 2019 Citgo detienen la remodelación y modernización del proyecto por las sanciones económicas Según la primera ministro Evelyn Wever-Croes "Muy probable que nosotros no seguiremos con Citgo pero se está evaluando como se puede salir del contrato sin ningún problema"
El 22 de junio de 2021 la empresa Citgo decidió liquidar 4 empresas filiales que fueron creadas en el 2016 cuando el gobierno firmó un contrato de arrendamiento a cambio de rehabilitar la Refinería de San Nicolás para convertir crudo extrapesado de la faja petrolera del Orinoco en crudo ligero. Dado los problemas que se presentaron en los retrasos del proyecto en 2019 y así cerró sus negocios con Aruba

##### Bahamas
En 1990 PDVSA adquirió de Chevron el terminal petrolero de aguas profundas en el mar Caribe, BAHAMAS OIL REFINING COMPANY INTERNATIONAL LIMITED (BORCO), en Freeport, isla Gran Bahamas, situado a 80 millas de la costa de Florida, con una capacidad de almacenaje de 21,6 millones de barriles de crudo y otros derivados, considerado como el cuarto terminal más grande de petróleo y productos del mundo y el más grande del área del Caribe con la profundidad suficiente para recibir grandes tanqueros. La Corporación Venezolana del Petróleo fue reactivada en 1995 con el propósito de administrar y controlar los negocios y asociaciones que PDVSA mantiene con terceros, tanto venezolanos como extranjeros.
En 2008, Pdvsa vendió el terminal Bahamas Oil Refining Company (Borco) a First Reserve Corporation por unos $900 millones. Esos recursos también habrían sido depositados en el Fonden. Esto resultó un mal negocio para PDVSA ya que el 2010 First reserve Corp. vende su participación del 80% en Borco a Buckeye Partners, L.P. (Buckeye), en US$ 1.360 millones.

##### Bonaire
PDVSA es propietaria del terminal marítimo Bonaire Petroleum Company (Bopec terminal) con capacidad para almacenar hasta 12 millones de barriles de crudo y derivados que resultan estratégicos para las exportaciones a China y EE. UU. En septiembre de 2010 un incendio en dos de sus 23 depósitos obligó al gobernador de esa isla cerrar el terminal En diciembre de 2017 el gobierno de Holanda da un ultimátum a Pdvsa por la falta de inversión en el mantenimiento del terminal Bonaire Petroleum Company (Bopec) dejando operar solo cinco de los 21 depósitos que tiene la isla, Pdvsa había prometido una inversión de 25 millones de dólares para el mantenimiento y la restauración de los depósitos.
En mayo de 2018 la compañía ConocoPhillips con sede en Houston asumió el control de los activos petroleros de Venezuela en la isla caribeña de Bonaire en agosto de 2018 llegó a un acuerdo con Pdvsa para el pago de 2.040 millones con un abono inicial de 500 millones de dólares dentro de un periodo de 90 días a partir del momento de la firma del acuerdo, el monto restante será pagado trimestralmente en un lapso de cuatro años y medio. El 26 de agosto de 2020 el gobierno de la Isla de Bonaire ordenó vaciar los cinco tanques de almacenamiento de petróleo que contienen 10 millones de barriles por riesgo ambientales y falta de mantenimiento. En marzo de 2021 se declara en quiebra la filial Bopec porque no podía pagar sus deudas. En noviembre un tribunal de Bonaire sentenció el pago de 41.69 millones de dólares por deudas atrasadas de Pdvsa En marzo de 2023 un juez de Bonaire ordenó la subasta forzosa del combustible del depósito 1933 que contenía 371,790 barriles de fuel oil ubicado en el sector Kaminda Turistiko, en el noroeste de la isla caribeña, propiedad de la empresa Commerchamp CA filial de Pdvsa (con valor de unos 18 millones de dólares) que carece de licencia de la OFAC para negociarlo,  la subasta se realiza por una deuda de 41.7 millones de dólares que la filial debe por cuotas e intereses de mora a Bonaire Petroleum Company (Bopec).

##### Curazao
Desde 1985 PDVSA y el gobierno de Curazao tenían un contrato de arrendamiento de la Refinería Isla con capacidad de 335.000 barriles de crudo, construida por la Royal Ducht Shell en 1919, para el año 2016 Curazao había exigido a PDVSA aportar una inversión de 1500 millones de dólares para modernizarla de manera que se pudiera extender el contrato, pero al no concretarse PDVSA quedará fuera. En mayo de 2018 la Corte Mercantil de Curazao autoriza a ConocoPhillips embargar 636 millones de dólares en activos de venezolana PDVSA.
PDVSA enfrenta una crisis de exportaciones debido a la disminución de la producción de crudo, posiblemente la empresa China Guangdong Zhenrong pasará a administra esta refinería a fines de 2019 lleva más de un año sufriendo con severidad la crisis venezolana. El gobierno de Curazao busca un nuevo operador para reemplazar a PDVSA y el cese del arrendamiento se perfila como lo más probable. Sin embargo Pdvsa logró concretar el alquiler por un año más para uso de almacenamiento, hasta diciembre de 2020 El 26 de agosto de 2020 PDVSA fue demandada por 51 millones de dólares por la empresa petrolera Korsou propietaria de la Refinería Isla en Curazao por incumplimiento del contrato de pagos mensuales acumulados desde fines de 2018 La refinería Isla se encuentra inactiva desde mayo de 2018 y PDVSA tiene un contrato vencido de alquiler por su capacidad de almacenamiento de 15 millones de barriles en sus 38 tanques y dos muelle de carga, un 25% de sus almacenes (9 tanques) serán alquilados a la empresa petrolera SPS Drilling E&P, PDVSA ha ido desocupando parte de su petróleo almacenado después de las sanciones en 2020, mientras su propietaria Korsou busca un nuevo operador La empresa Korsou tiene pensado subastar el petróleo almacenado de Pdvsa para saldar unas deudas laborales que dejó pendientes El 30 de agosto se determinó que Pdvsa esta obligada a pagar a Curazao una deuda atrasada por el alquiler de la Refinería Isla, luego de perder la apelación en la que se comprometía a pagar 20 millones de dólares anuales de alquiler por daños y perjuicios al resindir el contrato y meses acumulados de alquiler, parte de esa deuda fue cobrada directamente por RdK, contra las existencias de petróleo crudo y productos terminados, que estaban almacenados en el terminal de Bullenbaai
Un tribunal de Curazao autorizó la venta de acciones de la filial de Pdvsa: Propernyn es filial de Pdvsa, que maneja las acciones de Nynas para cubrir la deuda no pagada a la empresa Korsou de 52 millones de dólares, mientras ConocoPhillips también entra a la espera de la liquidación de acciones quien tiene ganada una demanda por 10,000 millones de dólares La filial de Pdvsa tiene hasta el 31 de diciembre de 2022 para la venta privada de sus acciones
En abril de 2023 la refinería Di Korsou en la isla de Curazao le exige a Pdvsa el pago de US$ 62,3 millones que adeuda de la no cancelación del servicio eléctrico por parte de la empresa petrolera venezolana entre los años 2018 y 2019 y el reclamo fue ganado en una corte de Nueva York. En diciembre Pdvsa respondió que saldará su deuda suministrando combustible, Venezuela en octubre brindó una oportunidad para un acuerdo, luego de que Korsou recurriera en 2020 a un tribunal de Nueva York para hacer cumplir un pago de 51 millones de dólares de la deuda acumulada hasta ese momento. En febrero de 2024 Curaçao Refinery Utilities (CRU) vendió cerca de 500.000 barriles de fueloil propiedad de Pdvsa que se encontraban almacenados en los tanques de Bullenbaai, que se venía ofertando desde noviembre de 2023.

##### Cuba
En diciembre de 2007 Hugo Chávez, en la cumbre de Petrocaribe en Cienfuegos (Cuba), quiso hacer una gran inversión en la reactivación de la refinería Camilo Cienfuegos, paralizada desde su construcción en 1989 abandonada después de la crisis que colapsó al gobierno soviético, con una capacidad instalada de 65 000 barriles diarios, el proyecto estimado era de US $5400 millones para ampliar la capacidad de refinamiento hasta los 165 000 barriles. de petróleo al día, la puesta en marcha de una base de supertanqueros en Matanzas y la reactivación del oleoducto entre Matanzas y Cienfuegos En el año 2010 se contempla elevar el suministro de crudos a 365 000 barriles diarios para el 2014. Cienfuegos subirá la refinación a 165 000 barriles diarios, la nueva refinería de Matanzas, al norte de Cuba procesará 150 000 barriles diarios, y la ampliación de la refinería de Santiago (al suroriente de Cuba) subirá a 50 000 barriles diarios. Pero la bajada del precio del barril de petróleo impide realizar la inversión. En 2016 La refinería Camilo Cienfuegos anuncia el cierre de 120 días por mantenimiento aunque la realidad se debe a la reducción en un 19.5 % de los envíos de petróleo desde Venezuela. Para diciembre de 2017 los reportes oficiales, informan que se está refinando unos 24.000 barriles diarios, en lugar de los 65,000 barriles para los que fue diseñada, el 14 de diciembre de 2017 en un comunicado Cuba anuncia la decisión de tomar posesión de la refinería Camilo Cienfuegos, con esto Cuba busca cobrar deudas ante el incumplimiento de compromisos por parte de Venezuela.

##### Islas Vírgenes de EE.UU.
En 1998 Hovensa una empresa conjunta entre Hess Corporation y Petróleos de Venezuela (50% y 50%), toman a cargo la refinería de St. Croix ubicada en la isla de St. Croix en las Islas Vírgenes de los Estados Unidos estaba entre las 10 refinerías más grandes del mundo, tenía una capacidad de 500.000 barriles por día. En enero de 2011, Hovensa pagó una multa de $ 5.3 millones por violaciones a la Ley de Aire Limpio, en enero de 2012 anuncia su cierre tras acumular pérdidas por $1,300 millones en los últimos tres años.

##### Jamaica
El 14 de agosto de 2006 firman convenio PDV Caribe SA con Petroleum Corporation of Jamaica, en Jamaica donde acordaron la refacción de la refinería de Petrojam, a fin de elevar su capacidad de procesamiento de 27 mil barriles diarios a 50 mil barriles diarios. Un año después, en agosto de 2007, PDV Caribe SA compartirían acciones de la empresa mixta Petrojam. con un 49% de las acciones, a través de un acuerdo suscrito por Asdrúbal Chávez, vicepresidente de Refinación.
En febrero de 2018 Jamaica le habría notificado a Venezuela su intención de comprar el 49% que Petróleos de Venezuela, S.A. (PDVSA) tiene de Petrojam con efecto a partir del 22 de febrero, la refinería localizada en la nación caribeña. Algunos estimados valorarían ese porcentaje en aproximadamente $80 millones En enero de 2019 Jamaica evalúa la compra del 49% propiedad de Pdvsa de la refinería Petrojam. El 17 de junio de 2019 Jamaica en una acción de confiscación toma el control total de la Refinería Petrojam, el primer ministro Andrew Holness dijo: que sin la introducción de mejoras, Petrojam perdería clientes y dejaría de ser rentable además el riesgo ante las sanciones que esta aplicando EE. UU.

##### República Dominicana (Santo Domingo)
En el mes de mayo de 2010 por una deuda de US 135 millones que tenía la República Dominicana con Venezuela por la compra de crudo,  el gobierno le ofreció la compra del 49% de las acciones de la empresa Refidomsa y que se concreto por el valor de US $ 133,43 millones de acuerdo al contrato de compra-venta y por intermedio de Petrocaribe.
Construida en 1973 y que fue propiedad de Royal Dutch Shell hasta finales el 2008 vendida a RD por un valor de US $110 millones de dólares. La República Dominicana se quedó con el 51% de la acciones, cuenta con una capacidad de 35.000 B/día. En febrero de 2015 empresarios dominicanos muestran interés en comprar la acciones de Pdvsa. En octubre de 2015 RD ofreció comprarla parte de las acciones de PDVSA. En marzo de 2019 República Dominicana desmiente que se este negociando las acciones propiedad de PDV Caribe con personas de la oposición venezolana Además a surgido un problema acusan de querer pagar 700 millones por la acciones más una deuda a Venezuela de 240 millones por la entrega de crudo, Félix Jiménez ha respondido que no deben nada y que la venta de acciones se había propuesto en México con Maduro por 200 millones. Actualmente Pdvsa perdió el control debido a dificultades económicas y operacionales, que se profundizaron con las sanciones en dicha refinería. Por ahora a quedado en el limbo la compra de acciones porque el gobierno de RD, no reconoce a Nicolás Maduro como presidente.
El 20 de agosto de 2021  el gobierno venezolano perdió vendiendo el 49% de las acciones de su propiedad por un valor de 88 millones 134 mil dólares a la República Dominicana de acuerdo a las declaraciones del ministro de Hacienda de R. Dominicana José M Vicente, previamente se comunicaron con la OFAC la cual no hizo objeciones, después de más de tres años de intentarlo Venezuela perdió 45 millones según la cifras ofrecida de la compra para cubrir una deuda de bonos de Pdvsa y del gobierno.

##### San Eustaquio
PDVSA tiene arrendado el terminal de Statia operado por NuStar Energy en la vecina isla de San Eustaquio, La estatal ahora paga en torno a 2,3 millones de dólares por mes para arrendar almacenes con una capacidad de depósito de 5 millones de barriles de crudo sin considerar cargos adicionales, de "acuerdo a un documento al que accedió Reuters”.
También posee seis muelles de aguas profundas e instalaciones para mezcla y despacho y trasbordo

#### Colombia
La empresa Monómeros Colombo-Venezolano (SA) fundada en 1967 con participación inicial del Instituto de Fomento Industrial, IFI, la Empresa Colombiana de Petróleos, ECOPETROL y el Instituto Venezolano de Petroquímica, (IVP), que dispone de los Complejo Petroquímico Libertador Simón Bolívar ubicada en Barranquilla y el Complejo Petroquímico Antonio Nariño ubicado en la ciudad de Buenaventura, Colombia.
Monómeros Colombo-Venezolano (SA) proporciona y comercializa los siguientes productos: fertilizantes complejos granulados, alimentos para animales una fuente concentrada de fósforo, calcio y sodio azufre, además productos industriales: soda cáustica, ácido fosfórico, amoniaco, ciclohexanona (caprolactama), Meko, Sulfato de sodio
El 18 de abril de 2006 la Empresa Colombiana de Petróleos, ECOPETROL y el Instituto de Fomento Industrial (IFI), vendieron su participación accionaria al socio venezolano Petroquímica de Venezuela S.A., Pequiven. Tienen la capacidad de atender la demanda de fertilizantes, fosfatos de calcio para la alimentación animal y productos químicos. El 21 de diciembre de 2006 Pequiven compró las acciones a la firma neerlandesa Koninklijke DSM. Con esta última transacción la participación de Pequiven completo es 100% del capital. Monómeros Colombo Venezolanos produce 30 000 toneladas métricas anuales de caprolactama, utilizado para las industrias de confección, redes, autopartes y plásticos industriales. Las filiales de Monómeros son Vanylon (Barranquilla), Ecofértil (Buenaventura), Monómeros International (Islas Vírgenes) y Compass Rose Shipping (Bahamas).
En febrero de 2012 la fábrica de hilazas textiles Vanylon (Barranquilla) fundada en 1960 que producía nailon y poliéster cerró definitivamente, tenía un año que dejó de recibir las 8 tm diarias de caprolactama materia prima que requería para fabricar nailon
El 23 de mayo de 2019 el presidente de la Asamblea Nacional toma el control de la empresa y designa nuevos integrante en la junta directiva para desbloquear de las sanciones que recibe los representantes del régimen venezolano.
El 29 de noviembre un informe preliminar descubrió que la empresa otorgaba mensualmente 320 mil dólares por concepto de alquiler de aeronaves para usos distintos a sus funciones, otra situación irregular fue la contratación de servicios sin la licitación, alquiler y venta de bienes de manera irregular y sin ningún tipo de control
Durante el mes de abril de 2021 la administración de Juan Guaidó firmó un contrato con la empresa panameña Lion Street por 15 años para mantener el manejo de las operaciones de Monómeros Colombo-Venezolano SA

#### Argentina
PDVSA desembarcó en Argentina en 2005 durante la presidencia de Néstor Kirchner y Hugo Chávez, con el objetivo de impulsar la integración energética regional. Ese año se inauguraron estaciones de servicio de PDVSA Argentina, (en su momento la empresa llegó a tener 65) y se anunciaron proyectos como el gasoducto interamericano y la expansión conjunta de la refinería de YPF en Bahía Blanca, que por diferentes motivos no llegaron a concretarse. A partir de la crisis económica de PDVSA en Venezuela en el año , su filial argentina redujo drásticamente sus operaciones: se cerraron estaciones de servicio y quedaron 5 en funcionamiento.

### La nueva geopolítica socialista
Con la llegada en 1999 al gobierno de Hugo Chávez se da un giro contrario a lo que venía desarrollando Venezuela en cuanto a su expansión mundial a través de refinerías y la industrialización del petróleo crudo buscando una nueva alternativa para salirse del mercado estadounidense buscando nuevos mercados para la venta de petróleo crudo como el de China y ser más equitativo en cuanto a la distribución en la zona del Caribe y América del sur. Se crea Petrocaribe y se dan nuevas leyes para que PDVSA adquiera una mayoría accionaria en las empresas exploradoras de petróleo y gas en el país. En 2007 se profundiza más el cambio en el desarrollo del modelo "Socialismo del siglo  XXI" inicia la venta de varias refinerías en el extranjero, tanto en Europa como las de Estados Unidos, incrementa la exportación de crudo en nuevos mercados y en cambio proyecta ampliar nuevas refinerías dentro del país, buscando la creación de nuevos polos de poder, intentando provocar el debilitamiento del dominio empresarial estadounidense con expropiaciones y construyendo alianzas para aglutinar fuerzas de izquierda regionales compartidas con ideales políticos con Irán, Siria, Bielorrusia y Rusia, mientras con China, India, Vietnam y Malasia busca compartir relaciones científicas económicas y tecnológicas; más adelante lo haría con Turquía y Uganda para el comercio y manejo del oro.

#### Acuerdo Energético de Caracas
En octubre del año 2000 Venezuela firma un acuerdo para la venta de petróleo en condiciones muy blandas a diez países de Centroamérica y del Caribe con la intención de ganar nuevos mercados.

#### Petrocaribe
Organismo internacional fundado a iniciativa del gobierno de Venezuela en el 2005, conformado actualmente por 16 países miembros, donde Venezuela es el mayor proveedor de petróleo, gas y sus derivados a unos precios en condiciones preferenciales, además es el gran financiador para el rescate de refinerías, oleoductos y terminales.
Es un convenio para suministrar petróleo venezolano con financiamiento hasta por 15 años, período de gracia de un año y una tasa de interés del 2% para la porción de la factura financiada, que varía de acuerdo al país. Este acuerdo funcionará paralelo al de San José, mediante el cual Caracas y México suministran 160.000 barriles diarios de petróleo a esta región. El Acuerdo de Caracas prevé suministrar a la República Dominicana 20.000 barriles diarios, a Guatemala 10 000, a Costa Rica y El Salvador 8000; a Jamaica 7400; a Haití 6.500; a Honduras 5.000; a Nicaragua 4.900; y a Belice 600. Se trata de acuerdos bilaterales.
Los problemas de Pdvsa de la baja de producción han traído graves consecuencias desde 2017 a los diferentes países miembros de Petrocaribe, conduciéndolos a una crisis energética, otros a buscar nuevos socios o proveedores de crudo

#### Crecimiento de la deuda de PDVSA
El gobierno ha utilizado el mecanismo de la venta de bonos de PDVSA para obtener liquidez, para antes de 1998 el país tenía una deuda externa de unos 28.000 millones de dólares de los cuales 5.000 millones era la deuda de Pdvsa, sin embargo para el año 2020 la deuda en bonos de Pdvsa había crecido a 64.700 millones casi unas 23 veces, para el año 2020 Delcy Rodríguez declaró que la deuda asciende a 65.507 millones de dólares cuyos pagos fueron suspendidos en 2018

#### Fonden
Es una empresa creada en julio de 2005, para depositar una parte de los ingresos extraordinarios por las ventas de petróleo para ser usado para programas sociales y de vivienda, el cual sería administrado por el poder ejecutivo. Ha sido criticado por la forma como fue utilizado los fondos de esta institución, sin ningún tipo de contraloría, entre 2005 y 2016 según informes con las memorias y cuentas de los ministerios de Petróleo y Finanzas, esta institución llegó a manejar aproximadamente 82 mil millones de dólares, siendo el año 2012 el más significativo cuando PDVSA entregó 15.572 millones de dólares, esta cuenta también fue depositaria de las ventas de las refinerías de Citgo entre el 2007 y 2008
 Los ingresos de la industria fueron tan significativos que Chávez ordenó la creación de una empresa estatal, adscrita al Ministerio de Finanzas, a la cual Pdvsa debía desviar buena parte de las divisas obtenidas por sus exportaciones. El Fondo de Desarrollo Nacional (Fonden), utilizado por el mandatario como un presupuesto paralelo y sin contraloría, recibió de la industria 82.210 millones de dólares entre 2005 y 2016, de acuerdo con las memorias y cuentas de los ministerios de Petróleo y Finanzas 

#### Política de ventas de refinerías en el exterior
Haciendo uso de un simple criterio de no ser rentables el gobierno vendió entre 2003 y 2015, acciones y participaciones de quince refinerías en el exterior con la promesa de instalar nuevas refinerías, así como la venta de terminales oleoductos, grandes centros de almacenaje y los pequeños centros de estación de servicio (bombas de gasolina). El país perdió su gran capacidad de refinación y un daño social al eliminar muchas fuentes de trabajo para personal, técnicos y profesionales venezolanos.

## Producción Nacional

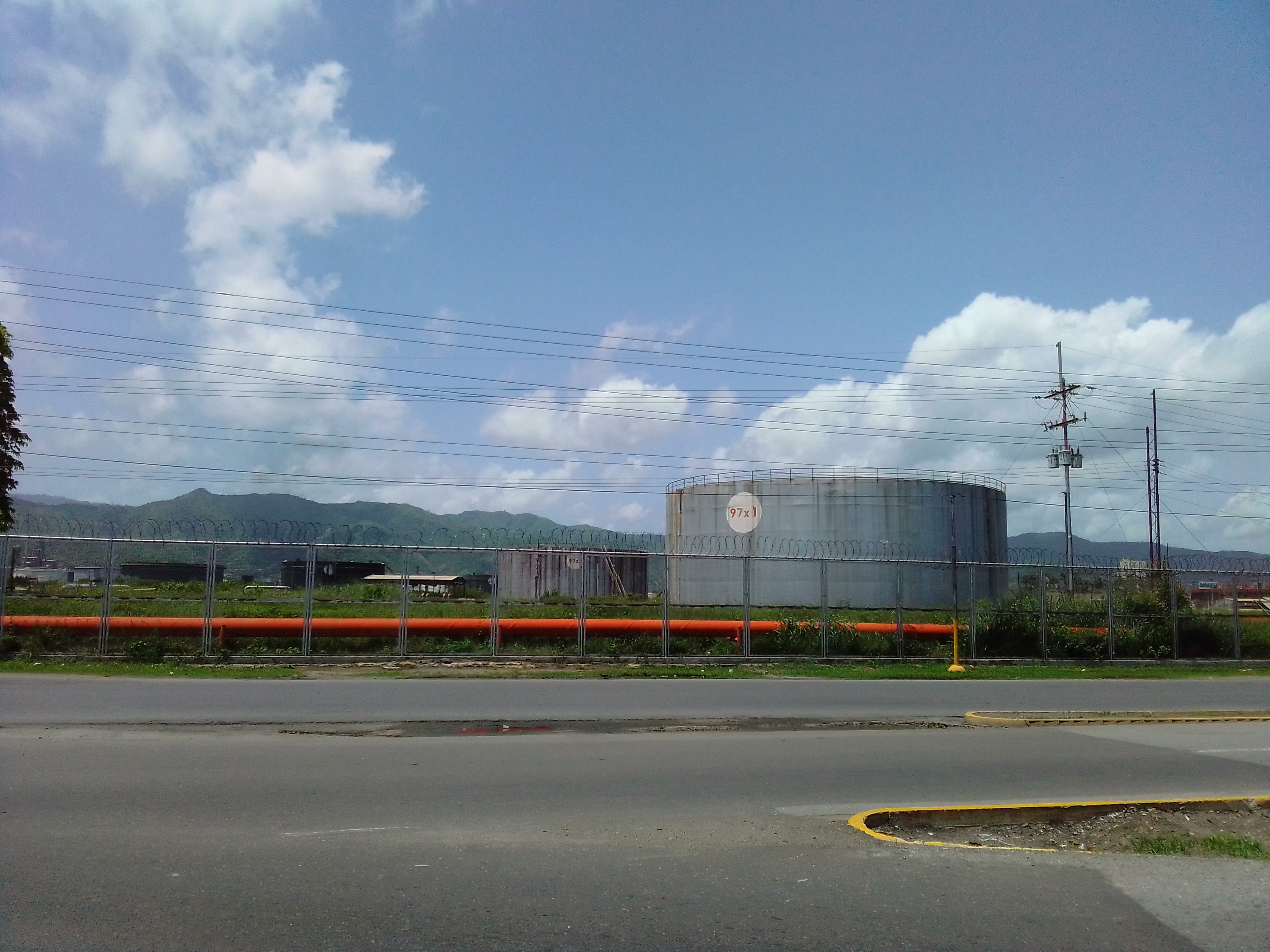
Refinería Puerto La Cruz

Según la OPEP el país tuvo un promedio de producción anual para la exportación Venezuela produce petróleo liviano en la cuenca del Zulia y mayormente petróleo pesado y extrapesado en la cuenca de la faja del Orinoco, este producto es tratado para ser mejorado con petróleo más liviano con lo cual se obtiene diésel de mejor calidad conocida con el nombre Merey 16 que se produce en la mezcladora SINOVENSA , otros de nombre Hamaca (conocido como crudo fangoso) que son los más demandados, pero que por su alto contenido de azufre según las normas de la Organización Marítima Internacional (OMI) son calificadas con el acrónimo HFSO, mientras los productos de bajo contenido de azufre se califican como: LSFO Boscán, Hamaca Blend, y Special Hamaca Blend  Otros crudos pesados y al mismo tiempo agrios, se tiene el Bachaquero de Venezuela (17° API y 2,4% contenido de azufre en Bachaquero, estado Zulia), o incluso livianos pero casi agrios como el "tía Juana light" venezolano (31,9° API y 1,18% contenido de azufre en Tia Juana, Zulia).
El 28 de mayo de 2019 después de cinco años el  Banco Central de Venezuela da un informe oficial en el que afirma que las exportaciones de petróleo cayeron desde 2013 al 2018 según reconoce el BCV, al pasar de 66.503 millones de dólares en 2013, a 29.810 millones en 2018, una baja de 55,17%, lo que deja en evidencia la situación grave en extremo del sector petrolero en este período Francisco Monaldi, economista y profesor del Instituto Baker de Rice University, dijo: "el estado actual de la crisis que vive Venezuela y su empresa estatal Petróleos de Venezuela (PDVSA) es una catástrofe" la producción de Pdvsa pasó de 2.897.000 b/d en el año 2000 a solo 768.000 b/d en abril de 2019 y que se necesitaría una fuerte inversión para recuperar la producción. La exportaciones totales de crudo y productos refinados de la estatal Petróleos de Venezuela (PDVSA) y sus empresas mixtas disminuyeron el mes agosto a cerca de 770.000 barriles por día (bpd), desde 992.565 bpd en julio y 1,13 millones de bpd en junio, según los datos revisados sus mayores destinos son china, Europa a través de Rosneft y de tercera Cuba, el retiro de su comprador India evitando le apliquen sanciones al igual que aliadas chinas National Petroleum Corp (CNPC) que canceló cargas programadas para agosto.
Para junio PDVSA incremento su producción un 6.5% alcanzando un promedio de 631,900 barriles de petróleo En marzo de 2022, la producción se ha venido recuperando muy lentamente desde julio de 2020. para una producción promedio de 644,419 de acuerdo con datos internos de Pdvsa. Venezuela había iniciado exportado 500 mil barriles de crudo Hamaca a la localidad de Sweeny, en Texas, EE. UU. negociado por Chevron. En julio de 2022 envió 430 mil barriles y en noviembre 152 mil barriles a España

## Ventas Petroleras
Las exportaciones petroleras, es la fuente principal del ingreso en divisas del país de la cual depende entre un 70% y 95% en la balanza comercial en los últimos 50 años. Venezuela logró ingresos anuales según sus exportaciones datos entregados por el Banco central de Venezuela.
Durante octubre de 2023 Venezuela ocupó el noveno lugar como proveedor de crudo de EE. UU. con un promedio de 145,000 bpd (lo que representa el 1.3% de la producción de Estados Unidos), luego que Canadá ocupara el primer lugar co 4.03 millones de bpd y Colombia el cuarto lugar con 267,000 bpd. En marzo de este año, Venezuela exportó, por primera vez desde abril de 2019, más de 100.000 bpd al exportar 109.000 bpd. Las exportaciones de petróleo venezolano a China se ubicaron en alrededor de 430.000 bpd durante 2023, de manera directa y por medio de los centros de transbordo. También se exportó unos 65,000 bpd a Cuba durante 2023. En octubre las exportaciones a EE. UU. fueron de unos 178,290 bpd, sin embargo las exportaciones de petróleo de Venezuela disminuyeron en octubre a menos de 700.000 barriles por día (bpd) en medio de problemas operativos.
En mayo de 2024 el país exportó 770.260 bpd de crudo y combustible y 614.000 toneladas de subproductos y petroquímicos. En el mes de junio las exportaciones estuvieron en un promedio de 762.033 bpd de crudo y combustible en un total de 44 petroleros que partieron de aguas venezolanas, y 350.000 toneladas métricas de subproductos petroleros y petroquímicos, según los datos de Pdvsa. Durante el mes de julio las exportaciones bajaron con una media de 585.600 barriles por día (bpd) de crudo y combustibles, y 266.000 toneladas métricas de subproductos del petróleo y productos petroquímicos, despachando un total de 38 cargamentos petroleros, mayormente hacia Estados Unidos quien  recibió unos 281,260 bpd, seguido de China con 231 400 bpd. La baja fue debido a averías en los equipos de los mejoradores de crudo que no funcionaron al 100%  de su capacidad. Reliance Industries, la principal refinadora privada de la India en julio, ha recibido la aprobación de Estados Unidos (EE UU) para reanudar la importación de petróleo venezolano. En agosto, Petróleos de Venezuela S.A. (PDVSA) y las empresas chinas conjuntas con Chevron y Repsol exportaron alrededor de 885.000 barriles de petróleo diario (bpd) y combustible. Durante septiembre las exportaciones bajaron un 9% a Estados Unidos Chevron exportó 212 000 bpd y a Asia se exportó 510,00 bpd. de los cuales se exportó a China a 451 500 bpd. Las exportaciones a Europa, aumentaron a 97.000 bpd por parte de Repsol. Según otros datos un total de 42 embarcaciones zarparon de Venezuela con un volumen de 842.600 barriles por día (bpd) de crudo y combustibles y 267.000 toneladas métricas de derivados del petróleo y petroquímicos.  
Pdvsa exportó en octubre 950,000 bpd de petróleo, Chevron envió a Estados Unidos 280.000 bpd, siendo este el nivel más elevado desde 2023, incrementó sus exportaciones hacia la India, envío 141.000 bpd en octubre, a China mandó 385.300 bpd. y a Cuba envío 28.000 bpd. Venezuela exportó 314.500 toneladas métricas de derivados del petróleo y petroquímicos.
En noviembre Pdvsa exportó alrededor de 974.033 bd de crudo y combustible, siendo China el principal país receptor. El envío de derivados del crudo y petroquímicos entre ellos metanol y coque de petróleo, fue menor a octubre exportando 330.500 toneladas métricas.
Durante el mes de febrero de 2025 se exportó un promedio de 934.465 barriles por día (bpd) de crudo y combustible. China sigue siendo el mayor mercado de petróleo de Venezuela, ya que importó unos 503.000 bpd, Estados Unidos fue el segundo mayor receptor con 239.000 bpd, seguido por Europa con 69.200 bpd e India con 68.000 bpd. Las exportaciones de abril y mayo se mantuvieron
en abril se exportó un total de 783.000 bpd de crudo y combustibles, a China se envió 521.000 bpd y a Estados Unidos 130.000 bpd. El 27 de mayo se terminó el plazo para liquidar las exportaciones pendientes con licencia, en mayo se exportó un total de 789 000 bpd y 291.000 toneladas métricas de derivados del petróleo y petroquímicos, se exportó a China 584.000 bpd y a Estados Unidos 140.000 bpd. En junio aumentó las ventas alcanzando un promedio de 844.000 barriles diarios (bpd) de crudo y combustibles, de lo cual 90% a China, unos 760 barriles diarios (bpd), a Cuba 8.000 barriles diarios (bpd) y además 233.000 toneladas métricas de subproductos y petroquímicos.

### Precios del barril
El precio del barril de petróleo varía diariamente, el Merey 16 sigue siendo el crudo de menor valor dentro de la Cesta OPEP  De acuerdo con el analista Werther Sandoval, que escribe en Últimas Noticias, sostiene que Venezuela está ofreciendo descuentos de entre 10 y 15 dólares por barril desde 2019 para poder esquivar el bloqueo, otro analista cifran estos descuentos en niveles superiores a 20 dólares por barril no existe una contabilidad clara por parte del gobierno. Entre octubre y noviembre de 2023 Estados Unidos alivió las sanciones luego de la firma del tratado en Bridgetown (Barbados).

### Importación de gasolina y diluyentes

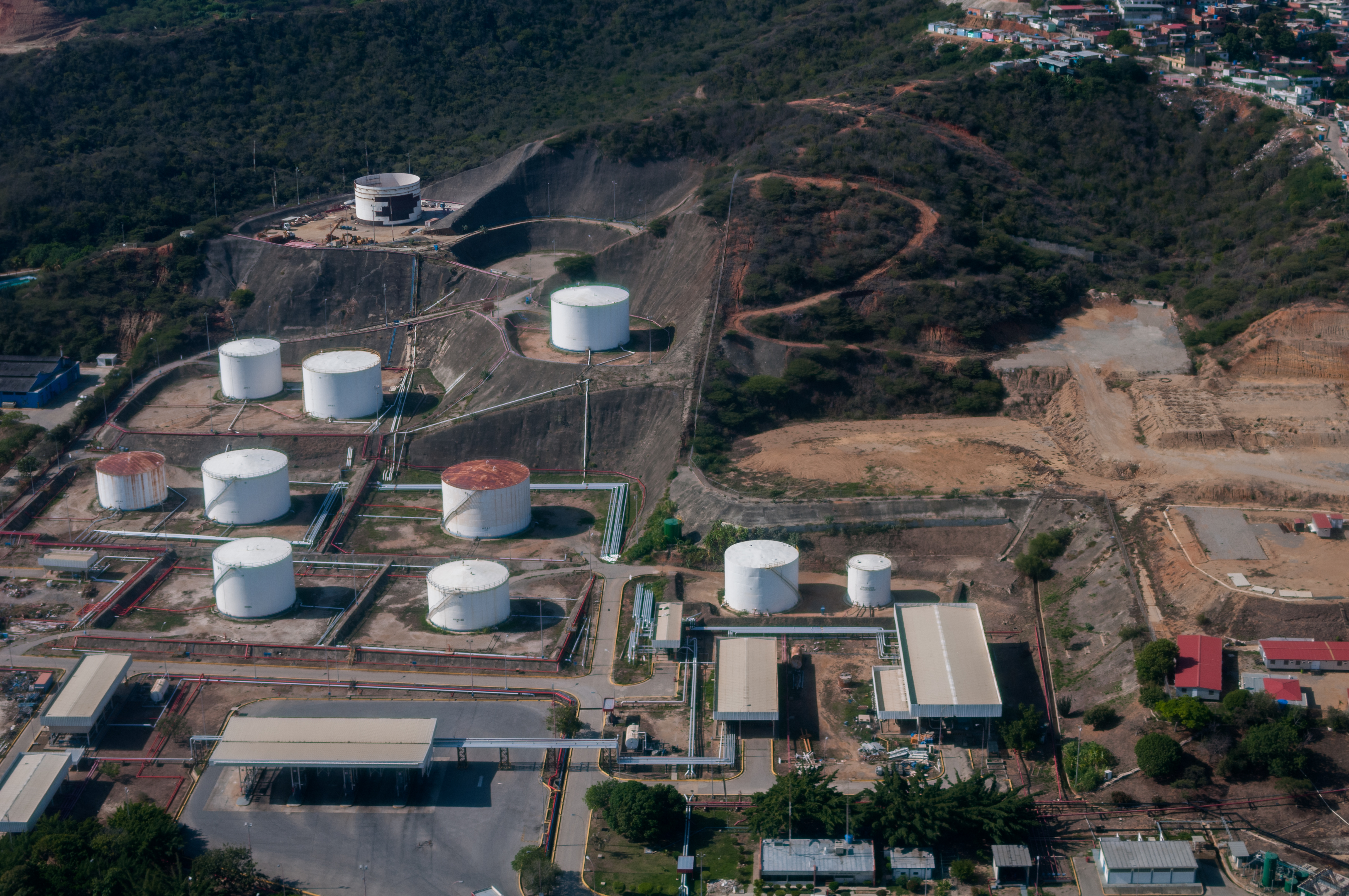
PDVSA Gas, Estado Nueva Esparta.

Venezuela viene importando gasolina con mayor frecuencia después del accidente que ocurrió en Refinería de Amuay en 2012 donde se producía algunos componentes de la gasolina, Pdvsa requiere entre 38,000 a 60,000 barriles diarios de componentes alquilatos, nafta catalítica y metil terbutil éter para producir gasolina para el mercado nacional. 
Cuando PDVSA pierde la refinería de St. Croix ubicada en Islas Vírgenes de los Estados Unidos  en 2012 no solo perdió de colocar su crudo pesado y extrapesado en los mercados internacionales también perdió el suministro de aditivos ya que la refinería de las Islas Vírgenes había comenzado a surtir los componentes usados en la elaboración de gasolina que habían dejado de producirse en Venezuela debido a problemas en las instalaciones internas.

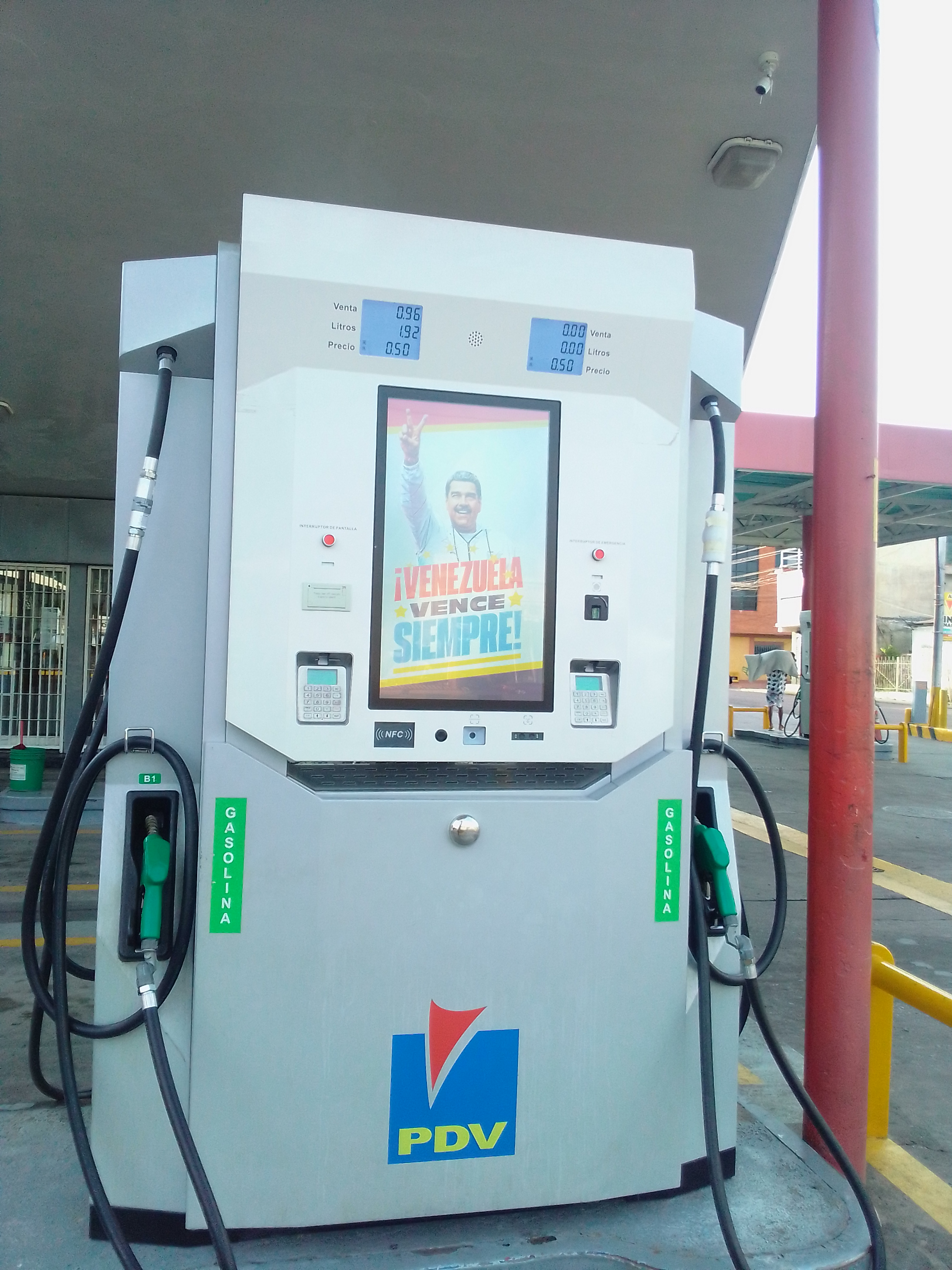
Surtidor de gasolina con propaganda de Nicolás Maduro

Después de febrero de 2019 ha venido disminuyendo la importación de diluyentes y gasolina desde Citgo, Estados Unidos debido a las sanciones aplicadas contra el gobierno de Venezuela venía importando 200.000 Barriles diarios, actualmente 2019 viene importando 135.000 B/Día.
El 6 de junio de 2019, el Tesoro de los Estados Unidos amplió las sanciones, aclarando que las exportaciones de diluyentes a Venezuela podrían estar sujetas a sanciones, lo que tuvo efectos por la escasez de combustible en Venezuela. La Oficina del Control de Activos Extranjeros (OFAC, por sus siglas en inglés), modificó tres Licencias Generales que autorizaban “ciertas actividades” de PDV Holding Inc relacionadas con la exportación y comercio de diluyentes La empresa Reliance Industries de India, desde 2019 recurrió a la venta de combustibles a Venezuela desde India y Europa para eludir las sanciones estadounidenses. Reliance venía suministrando alquilatos, nafta diluyente y otros combustibles a Venezuela a través de su subsidiaria con sede en Estados Unidos. La empresa india Reliance durante los seis meses de suspensión de sanciones en octubre de 2023 fue uno de los principales proveedores del diluente que usa Venezuela para procesar su crudo extrapesado y convertirlo en hidrocarburo exportable.
Desde 2020 Irán ha sido proveedor de crudo liviano evadiendo de alguna forma las sanciones impuestas por Estados Unidos, luego de un acuerdo de cooperación.
PDVSA importó en mayo de 2024 unos 68.000bpd de nafta pesada y mezclas para la producción de gasolina; en abril fue de unos 57.000bpd. PDVSA importó un millón de barriles de gasolina desde Estados Unidos entre noviembre de 2023 y marzo de 2024. En promedio la importación de combustibles por parte de Venezuela desde los Estados Unidos alcanzó algo más de 74.300 barriles diarios. En septiembre importó 67.000 bpd de combustible y diluyentes. Durante noviembre de 2024 Venezuela importó 87.000 bpd de nafta pesada y mezcla de gasolina, por medio de los acuerdos de intercambio autorizados por EE. UU. con socios estadounidenses y europeos. Según la  Agencia de Información de Energía de Estados Unidos (EIA) Venezuela redujo entre enero y febrero de 2025 un 80% importación de diluyentes estadounidenses para procesar el petróleo pesado y extrapesado. Venezuela solo compró un volumen de 15.500 barriles diarios de diluyentes en el primer bimestre del año En abril de 2025 Pdvsa importó 94.000 bpd mientras que en mayo importó unos 159.000 bpd. según los datos, una medida para reponer las existencias de la nafta pesada.

### Programas sociales y plan de actividades
Durante los años 2004 y 2005 se han dado otro tipo de cambios en la empresa, orientándola como impulsora de programas sociales y educativos para la población venezolana. En este sentido, PDVSA apoya ahora directamente las actividades que desarrolla el gobierno venezolano en el mejoramiento de las condiciones de vida de la población. Existen, sin embargo, fuertes críticas a las recientes actividades de la industria y a su manejo frente al panorama energético mundial (creación de Petrocaribe y PetroSur, ásperas relaciones diplomáticas con los Estados Unidos y utilización del petróleo como instrumento político y de negociación por parte del gobierno venezolano).
A pesar de esto, PDVSA publicó en agosto de 2005 su "Plan de Actividades 2005 - 2010", en el cual se plantea un muy ambicioso proyecto de crecimiento en todos los esquemas de trabajo y negocios: Certificación de reservas petrolíferas, obtención de una mayor cuota de producción dentro de la Organización de Países Exportadores de Petróleo (OPEP), incremento de producción de crudos livianos y pesados, construcción de refinerías dentro y fuera de Venezuela, interconexión energética en América Latina y el Caribe, ingreso en nuevos mercados de combustibles (Asia).
En mayo de 2009, el gobierno promulgó una ley para que la petrolera asuma el control de 39 empresas que prestan servicios a la compañía pues, según la legislación, el Estado se reserva todos los derechos sobre los bienes y servicios de la actividad primaria de hidrocarburos.
En octubre de 2016 la Corporación A.C. SERMED R.L firma acuerdos con la Estadal CINECAFAL perteneciente a la Gobernación del Estado Falcon y creada por Decreto el 7 de junio del mismo año, para fungir como Corporación Comercializadora de los productos asignados a esta por el Estado Venezolano, uno de los objetivos principales es realizar acuerdos con empresas del sector privado internacional para el intercambio comercial de alimentos, medicinas, equipos médicos y otros, por derivados del Petróleo.

### Sanciones de Estados Unidos y otros países
El 28 de agosto de 2017 el presidente estadounidense Donald Trump prohibió que su país realice transacciones con títulos de deuda y acciones emitidos por el gobierno venezolano y su compañía petrolera estatal PDVSA, asimismo las transacciones con ciertos bonos existentes que pertenecen al sector público venezolano, así como los pagos de dividendos al gobierno de Nicolás Maduro. Cabe recordar que en octubre de 2016 el gobierno hipotecó el 50.1% de Citgo a los bonistas PDVSA2017 por un valor de 3.367 millones de dólares y en diciembre de 2016 dio en garantía el otro 49.9% por un préstamo al gobierno ruso. que cubrían el 100% del valor con lo cual se evitaría escándalos de estafa a nuevos prestamistas. Además el desconocimiento del nuevo gobierno venezolano de Nicolás Maduro, del bloqueo a las funciones de la Asamblea Nacional, la creación de una Asamblea Nacional constituyente sin la aplicación del mecanismo democrático, la destitución del fiscal de la Nación son algunas de las causas de estas sanciones.

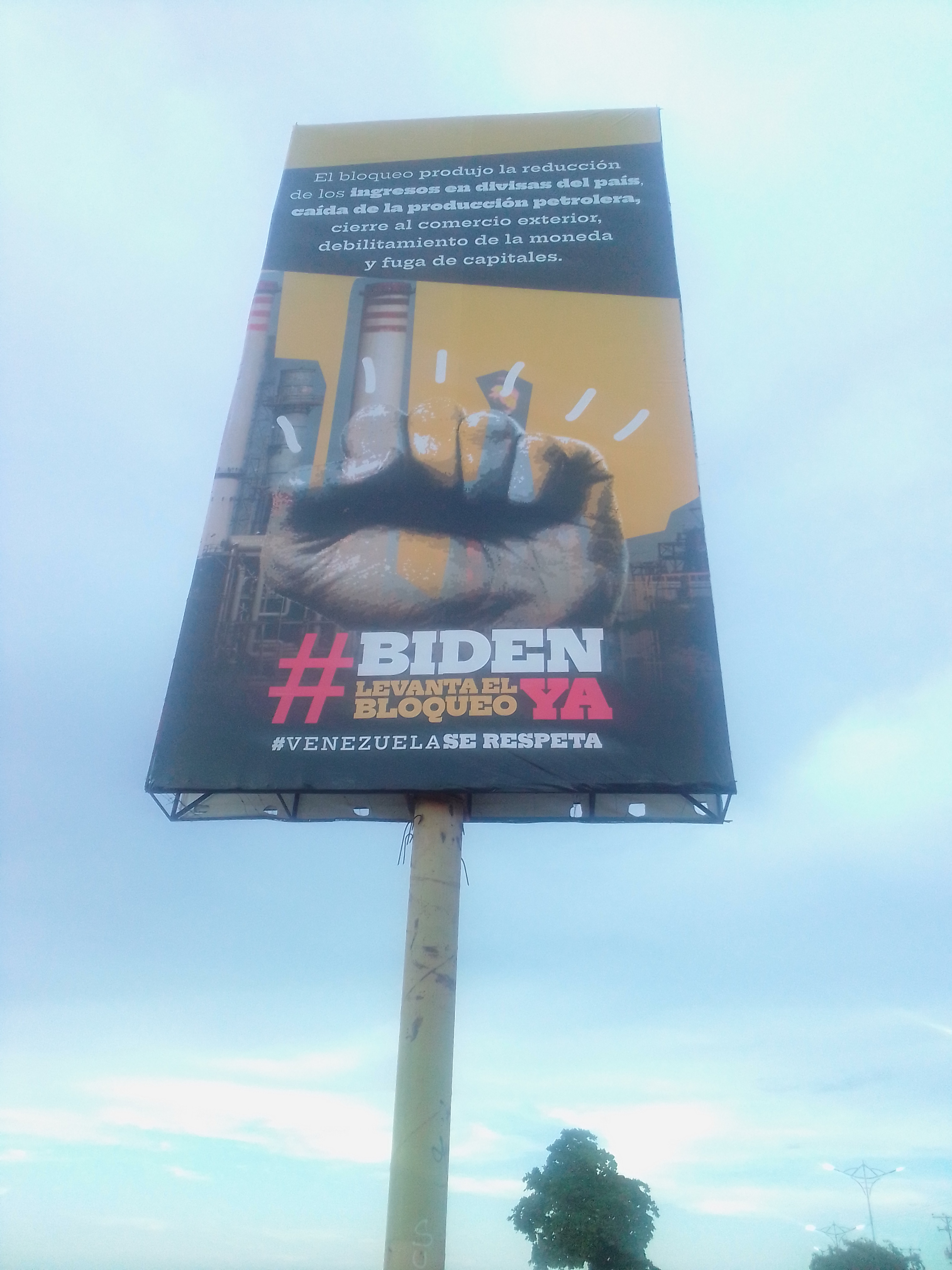
Valla propagandística contra las sanciones

El 5 de enero de 2018 el gobierno imprime la 100 millones de criptomoneda el petro y el 16 de enero el Departamento del Tesoro de los Estados Unidos advirtió a los inversores estadounidenses que el uso del petro podría ocasionarles problemas legales. El 19 de julio en un comunicado, el Departamento del Tesoro dijo que autorizaba las transacciones de estadounidenses relacionadas con el bono con cupón del 8,5 por ciento de PDVSA al 2020. El desconocimiento por parte del Grupo de Lima, la OEA y EE. UU. de las elecciones presidenciales 2018 llevadas en mayo propician más sanciones contra personajes de la administración venezolana y las instituciones subordinadas al nuevo régimen.
El 17 de febrero de 2019 el Banco ruso Gazprombank Bloquea las cuentas de PDVSA en Rusia.
El día 7 de marzo de 2019 PDVSA anuncio estado de emergencia tras las Devoluciones de buques petroleros de PDVSA. Se agudiza la escasez de gasolina en Venezuela, largas colas hacen los venezolanos para llenar el tanque de sus vehículos.
El día 5 de agosto de 2019 el presidente de Estados Unidos firmó una orden ejecutiva autorizando sanciones a cualquiera que brinde apoyo a Maduro, decreta bloqueo económico total salvo excepciones palabras de Trump:

"He determinado que es necesario bloquear las propiedades del Gobierno de Venezuela a la luz de la continua usurpación del poder por parte del ilegítimo régimen de Nicolás Maduro"

El 16 de agosto de 2019 PetroChina rechaza compra de petróleo venezolano debido a las sanciones, con lo cual Venezuela se queda sin sus dos fuertes aliados China e India en la compra de petróleo.  El 3 de septiembre la petrolera china CNPC, uno de los principales socios de Petróleos de Venezuela (Pdvsa) paraliza sus actividades locales con PDVSA para no violar las sanciones impuestas por el gobierno de Estados Unidos cuya licencia vencían este 4 de septiembre Asimismo, la empresa filial Ingeniería HQC (HuanQiu Contracting & Engineering Corporation) y partícipe del 40 % del capital accionario de Sinovensa, suspendió todas sus operaciones por unas deudas vencidas en el 2018 que supera los 50 millones de dólares, esta empresa estaba encargada de realizar la ampliación de la capacidad de refinación de crudo extrapesado de 105.000 a 165.000 bpd para poder mezclarlos con hidrocarburo liviano y así obtener el crudo merey.
El 18 de octubre de 2023 el Departamento del Tesoro de los Estados Unidos emite cuatro licencias generales en las que alivia durante seis meses hasta el 18 de abril de 2024 a un grupo de sanciones contra la industria de hidrocarburos, gas natural y aurífera del país, así como removiendo las prohibiciones contra la comercialización secundaria como una desmotración de ablandamiento de las sanciones. El ente advirtió que la decisión sería revocada si el Gobierno venezolano no honra sus compromisos en el acuerdo firmado en Bridgetown (Barbados) días anteriores. En noviembre de 2023 Petrochina se incorpora y desea comprar crudo a Venezuela unos 265 000 bpd (unos 8 millones de barriles mensuales).
Desde 2019, el empresario colombiano Alex Saab y su socio Alvaro Pulido han estado involucrados en la comercialización de petróleo venezolano, actuando como intermediarios para PDVSA con el objetivo de evadir sanciones internacionales. Sin embargo, estas operaciones resultaron en una deuda de aproximadamente 1.500 millones de dólares con PDVSA, atribuida a 19 empresas controladas por Saab y Pulido entre 2019 y 2020. En octubre de 2024, Saab fue nombrado ministro de Industria y Producción Nacional de Venezuela, sucediendo a Pedro Tellechea, quien fue arrestado por presunta corrupción relacionada con la divulgación de información sensible de PDVSA a una empresa vinculada con los servicios de inteligencia estadounidenses.

### Litigio con Crystallex
Después de 2002 el presidente Chávez le otorga la concesión a la empresa canadiense Crystallex la mina de oro Las Cristinas. En junio de 2007, Crystallex anunció que iniciaría operaciones para extraer oro en Las Cristinas, municipio Sifontes, en el estado Bolívar, en abril de 2008, el Ministerio del Ambiente y Recursos Naturales le negó a Crystallex el inicio de operaciones alegando que necesitaba obtener permisos ambientales. El 5 de noviembre de 2008 el Gobierno anuncia que nacionalizara de la mina de oro "Las Cristinas" Posteriormente en enero de 2009 se inicia la nacionalización alegando: "Esos minerales son para los venezolanos, no para las transnacionales". En un discurso ante la Asamblea Nacional Chávez informó la toma de los yacimientos y su traspaso a una cooperativa creada con Rusia.
En febrero de 2011, Crystallex introdujo ante el Centro Internacional de Arreglo de Diferencias Relativas a Inversiones (Ciadi), una solicitud de arbitraje contra Venezuela por 3.800 millones de dólares. Se inicia así un tortuoso proceso de arbitraje. CITGO constituye el principal activo de PDVSA fuera del territorio nacional
El 5 de abril de 2016, el panel de arbitraje en el Ciadi falló a favor de Crystallex y ordenó a Venezuela pagar la suma de 1.386 millones de dólares por daños y perjuicios debido al trato injusto e inequitativo y la expropiación ilegal del proyecto minero Las Cristinas. El gobierno venezolano se negó a pagar y apeló a la sentencia dado por la corte arriesgando el embargo.

###### Orden de embargo
El 6 de agosto de 2018 el juez federal de los Estados Unidos, Leonard P. Stark, de la Corte de Delaware, autorizó la incautación de la compañía ubicada en suelo estadounidense, Citgo Petroleum Corporation, propiedad de Petróleos de Venezuela, S.A. (PDVSA), para cumplir con deudas pendientes del Gobierno nacional a la empresa canadiense, Cristallex International Corporation, por derechos mineros perdidos en territorio venezolano. El 26 de agosto el juez federal dictaminó que se vendan en subasta las acciones de la empresa matriz de Citgo Petroleum Corp en Estados Unidos, a menos que Venezuela emita un bono en compensación. El ponente judicial dijo que si Venezuela desea aferrarse a PDVH, una filial de la petrolera estatal, durante un proceso de apelación continua, tendrá que poner un bono. No está claro si Venezuela, o cualquiera de sus entidades, podrá afrontar los fondos, porque el país ya está en incumplimiento generalizado de 6 millardos de dólares en deuda y ha recurrido a pagar a los acreedores por otros medios, incluso, regalando bonos que ha mantenido en reserva, reseña el diario The Wall Street Journal.
En tales casos, el monto de la fianza es la adjudicación más intereses, y es un medio para asegurar a los demandantes contra la posibilidad de que no quede dinero para pagar una sentencia una vez que finalice el proceso de apelación. Sin embargo, los jueces federales tienen la discreción de reducir esa cantidad.
El día 29 de julio de 2019 Un tribunal de apelaciones de los Estados Unidos dictaminó que Crystallex International Corp. podía incautar las acciones de CITGO por una deuda de 1.386 millones de dólares
El 1 de octubre Crystalex International Corp obtiene la autorización para apoderarse de las acciones de la refinería estatal Citgo. El gobierno de Nicolás Maduro no ha hecho nada para cancelar la deuda de 1,386 millones de dólares por la expropiación de los activos. Mientras el presidente Interino Juan Guaidó busca la manera para no perder tan importante activo nacional ante la ONU y el gobierno de Estados Unidos por otro lado en el 2020 se le vencen los bonos PDVSA2020 así como el préstamo a la empresa rusa Rosneft que suman unos 3,000 millones de dólares más intereses.
El 19 de febrero de 2020 el procurador del gobierno interino de Juan Guaidó solicitó un recurso para considerar la sentencia en la Corte de apelaciones del Tercer Circuito la cual fue rechazada el 18 de abril al no realizar la revisión del caso y ser devuelta para que se reanudara los litigios que CITGO tiene Pendiente, sin embargo CITGO mantiene una orden de protección del Departamento del Tesoro de En febrero de 2021 Venezuela presentó un recurso de apelación contra la decisión de un juez federal que dio el pase a la venta de los activos de CITGO para cumplir con una deuda de 1400 millones de dólares. La Corte Federal de Estados Unidos en octubre de 2022 entregó un cronograma para realizar la subasta de la venta de acciones de la estatal CITGO para finales de 2023, para cubrir la demanda de la empresa canadiense Crystallex por un valor de 970 millones de dólares, que fue nacionalizada en 2008 al no llegar a un acuerdo con el gobierno de Hugo Chávez. Así mismo estarían detrás ConocoPhillips que le tienen una deuda de 1,290 millones de dólares y le Koch Minerals con una deuda de 387 millones de dólares. Para enero de 2025 unas diecisiete empresas registradas esperan la liquidación de Citgo para cobrar sus demandas que fue postergada para julio de 2025.

### Caso Helsinge y Francisco Morillo en Suiza
En 2018, PDVSA inició acciones legales en Suiza contra el empresario venezolano Francisco Morillo y su empresa Helsinge, en el marco de una investigación por presunta corrupción y tráfico de información privilegiada con empresas como Trafigura, Glencore, Vitol y Lukoil. La acusación se basaba en datos supuestamente contenidos en un servidor confiscado durante un allanamiento en las oficinas de Helsinge en Ginebra, que se alegaba contenía pruebas de prácticas corruptas relacionadas con contratos de comercialización de crudo.
En paralelo, en Estados Unidos se presentó una demanda civil a través del denominado PDVSA US Litigation Trust, representado por el abogado David Boies. Esta demanda fue desestimada por un tribunal en Florida, que consideró que el fideicomiso carecía de legitimación activa y que no se presentaron testigos oficiales del gobierno venezolano.
En mayo de 2023, el Tribunal Penal Federal de Suiza ordenó la devolución de 80 millones de dólares a Morillo, tras determinar que las autoridades helvéticas no habían examinado el contenido del servidor ni otros dispositivos incautados, aun estando en su poder desde al menos agosto de 2018. Esto generó críticas por la falta de diligencia en el proceso y la aparente falta de interés tanto por parte de las autoridades suizas como del gobierno venezolano en profundizar la investigación.

### Litigio con ConocoPhillips
El 1 de mayo de 2007, el presidente Hugo Chávez aplicó un decreto de nacionalización de la industria petrolera que consistió en aumentar de 39% a 78% del control estatal en los negocios con petroleras extranjeras en la Faja petrolífera del Orinoco, tomó las instalaciones de cuatro refinerías Mejoradoras de crudo pesado en la Faja Petrolífera del Orinoco valorados en 30 000 millones de dólares, una de ellas que eran operados por la petrolera ConocoPhillips, AMERIVEN (hoy Petropiar) y otro el proyecto Petrozuata, así como del bloque La Ceiba actualmente bajo desarrollo cerca del Lago Maracaibo, en el occidente de Venezuela, luego de lograr un primer acuerdo con ConocoPhillips, el 26 de junio esta empresa no aceptó los términos del convenio de reestructuración. Por lo tanto el gobierno retiró la concesión a la petrolera.
En 2010 se inicia un proceso de arbitraje ante la Cámara de Comercio Internacional (CCI). El veredicto de la Corte Federal de Nueva York con sentencias en 2014 en contra de PDVSA. El gobierno manifestó que apelará a dicha sentencias, para 2016 pierde la Refinería Merey Sweeney de Texas a su vez Conoco queda obligada, por su parte, a asumir la deuda de Pdvsa, que suma unos 195 millones de dólares
El 25 de abril de 2018 ConocoPhillips con sede en Houston gana una demanda por 2.040 millones de dólares ante la CCI contra PDVSA que fue emitido por un tribunal internacional formado bajo las normas de la Cámara de Comercio Internacional por lo cual ConocoPhillips dirige embargos contra terminales, almacenes, tanqueros, refinerías y cualquier otro activo de la empresa PDVSA
En mayo de 2018 la Corte Curazao autoriza a ConocoPhillips embargar por 636 millones de dólares en activos de venezolana PDVSA.
El 23 de mayo de 2018 la corte de Primera Instancia de Aruba levantó el embargo de dos cargamentos de petróleo los tanqueros Atlantic Lily y Grimstad que ConocoPhillips solicitó en abril de ese año como parte de sus esfuerzos por cobrar un laudo arbitral contra PDVSA (por el valor de 2.040 millones de dólares), conteniendo unos 800.000 barriles de crudo y gasolina para uso doméstico, esta situación está afectando a las economías locales de la isla.
El 18 de agosto de 2018 ConocoPhillips llega con PDVSA a un acuerdo de un desembolso inicial cercano a 500 millones de dólares dentro de un periodo de 90 días a partir del momento de la firma del acuerdo, el monto restante será pagado trimestralmente en un lapso de cuatro años y medio, de esta forma permite que fluya la economía local de las islas del Caribe.
En marzo de 2019 el  Banco Mundial dice que Venezuela debe pagar más de 8.140 millones de dólares a ConocoPhillips  más otros 2.040 millones de dólares que se le adjudicaron en un arbitraje anterior, el CIADI, había considerado en 2013 por qué la toma de posesión fue ilegal cuando en el 2007 le fueron incautados activos de petróleo y gas a una tasa de 5.5% de interés anual.

### Litigio conExxonMobil
PDVSA en 1977 evaluó Faja petrolífera del Orinoco que mide 450 kilómetros de este a oeste y hasta 40 km de norte a sur, el campo tiene seis áreas principales definidas como volúmenes de hidrocarburos, teniendo en el extremo este el área de Cerro Negro donde operaba ExxonMobil. En 2005 el Ministerio de Energía y Petróleo reinstituyo sin cambio alguno el área de evaluación marcados fortuitamente 30 años atrás.
El 1 de mayo de 2007, el presidente Hugo Chávez aplicó un decreto de nacionalización de la industria petrolera que consistió en aumentar de 39% a 78% del control estatal en los negocios con petroleras extranjeras en la Faja petrolífera del Orinoco. El gobierno venezolano le propuso a esta empresa el pago de sus acciones reconociéndole solamente el valor de los libros contables hasta esa fecha, la empresa no aceptó ya que aspiraba que le pagaran el valor del negocio completo que incluían las inversiones y las ganancias que dejaría de recibir hasta que finalizara el contrato. No llegaron a un acuerdo que ExxonMobil la rechazó, la empresa demandó en tres cortes judiciales internacionales para solicitar la congelación cautelar de todos los fondos de PDVSA en el extranjero hasta por 12,000 millones de dólares lo que consideraba una ruptura del acuerdo.
El 9 de octubre de 2014, el CIADI dictaminó que Venezuela debía pagar un total de $1.600 millones a ExxonMobil por la nacionalización de Cerro Negro, estado Monagas.
En junio de 2015, Exxon Mobil Corp y PDVSA vendieron su Refinería de Chalmette Refining LLC ubicada en Chalmette, Luisiana (Estados Unidos), a la empresa PBF Energy, para poder pagar parte de la indemnización a ExxonMobil por la pérdida del arbitraje, la venta se cerró por $322 millones, de los cuales a Pdvsa solo le corresponde la mitad la otra mitad le pertenece a ExxonMobil (50% - 50%)
En marzo de 2017, el CIADI cambia la sentencia a favor de Venezuela y redujo de $1.600 a $188 millones el pago por los daños a Exxon

### Litigio con Owens-Illinois
El 26 de octubre de 2010, Owens-Illinois Venezuela C.A fue expropiada por el gobierno del Presidente Hugo Chávez. La empresa venía laborando en dos plantas al ser la mayor fabricante en el país de envases para alimentos, bebidas, medicamentos y cosméticos. La Fábrica de Vidrios Los Andes, C.A. (Favianca) y Owens-Illinois de Venezuela C.A. (OIdV). Es calificada como la mayor productora de envases en el mundo desde el 2004, la compañía da empleo a más de 1000 personas en Carabobo y tenía 50 años ininterrumpidos laborando en el país.
El 12 de marzo de 2015 el CIADI ordena a Venezuela pagar USD 455 millones a Owens Illinois
El 14 de febrero de 2019 Owens-Illinois demandó a Venezuela y a Petróleos de Venezuela por 500 millones de dólares por sus dos plantas expropiadas fabricante de diferentes envases de vidrio en un tribunal del distrito de Delaware El 21 de mayo un juzgado estadounidense confirma fallo arbitral en favor de Owens-Illinois en caso contra Venezuela por 372,5 millones de dólares más intereses y se viene contra Citgo, la delegación del presidente Guaido solicitó aplazar por 120 días mientras se realiza una transición a la democracia de la sentencia, la que fue negada.
El 22 de enero de 2024 es incluida en la lista de empresas del Tribunal en Delaware EE. UU. para participar en la subasta de Citgo.

### Crisis petrolera 2020 en Venezuela
Desde el año 2015 ha venido descendiendo la producción petrolera y refinadora de PDVSA, al extremo que colapsó para el mes de mayo de 2020. Durante los primeros meses de este año la distribución de gasolina para el transporte público, la carga pesada, y la pesca artesanal en el territorio nacional se vio afectada por problemas de baja producción petrolera y por la falta de mantenimiento de sus refinerías. En el mes de abril el gobierno realizó un convenio con Irán para la importación de gasolina en vista de la crisis que atravesaban las refinerías venezolanas desde el año 2019, así como la escasa cantidad de taladros de perforación de exploración para mantener activas las refinerías, cinco barcos petroleros comenzaron a llegar procedentes de Irán a partir del 25 de mayo con aproximadamente 1.5 millones de barriles de gasolina para un mercado nacional que consume entre 60 y 80 mil barriles diarios. Venezuela ha pasado de país exportador de petróleo a importador de petróleo de Irán. 
Para junio de 2020 la producción petrolera cayó a casi lo más mínimo por diferentes motivos según los expertos en materia petrolera como Carlos Mendoza Potellá (asesor de BCV), Luis Oliveros y José Toro Hardy, la falta de inversión en la exploración y en el mantenimiento de las refinerías aunado a las sanciones económicas del gobierno estadounidense contra la empresa PDVSA destinadas a terminar con la administración de Nicolás Maduro, han hecho paralizar la extracción de petróleo por la saturación de los tanques de almacenaje, así como la mala administración y la corrupción.

## División y estructura de la empresa

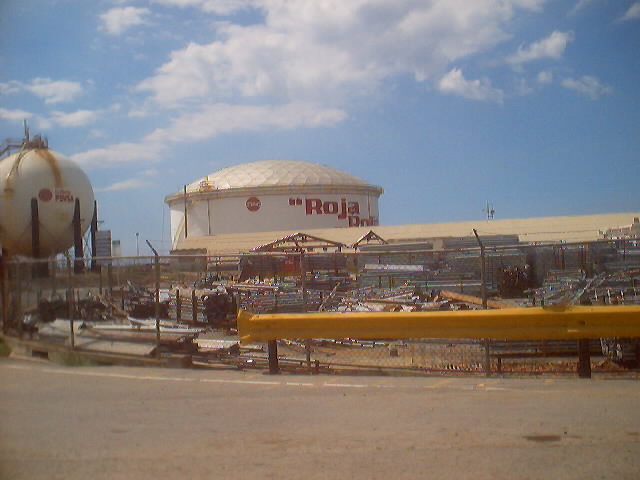
Una de las fábricas al servicio de PDVSA.

PDVSA está dividida en cuatro unidades de trabajo, según las funciones que realiza cada una:
- Exploración y Producción: Área encargada de la evaluación, exploración, certificación y perforación de yacimientos de petróleo. Siendo el primer eslabón de la cadena, cubre además la perforación y construcción de los pozos petrolíferos.

- Refinación: Área encargada de la separación, mejoramiento y obtención de productos o derivados del petróleo a través de plantas de procesamiento y refinerías.

- Distribución y comercialización: Área encargada de colocar los productos obtenidos (crudo) en los diferentes mercados internacionales, y (derivados) en mercados nacionales e internacionales.

- Gas: Con unas reservas probadas por 147 billones de pies cúbicos, Venezuela es una de las potencias mundiales del sector de hidrocarburos gaseosos.

### Sector de exploración  y producción
Venezuela ha sido dividida en cinco grandes e importantes cuencas petrolíferas en donde están distribuidas más de 50 asociaciones y empresas mixtas para la exploración perforación y producción de petróleo 
- Cuenca Zulia-Falcon es la más importante porque concentra la mayor zona de petróleos livianos y el mayor volumen de producción se ubica en la parte nororiental de Venezuela.
- Cuenca Barinas-Apure se ubica en el suroeste de Venezuela.
- Cuenca oriental es la segunda cuenca más importante por las reserva que contiene donde se localiza la Faja petrolífera del Orinoco con un inmenso potencial de hidrocarburos.
- Cuenca Tuy-Cariaco se encuentra en la parte norte de la cuenca oriental.
- Cuenca Costa afuera se caracteriza por ser importante en reservas de gas comprende el área del  Golfo de Paria y la Plataforma Deltana.

| CUENCA                                  | Petróleo (MMB) | Gas natural (MMMPC) |
| --------------------------------------- | -------------- | ------------------- |
| Cuenca Zulia-Falcon                     | 19 952         | 34 220              |
| Cuenca Barinas-Apure                    | 1262           | 368                 |
| Cuenca Tuy-Cariaco                      | 16 584         | 92 557              |
| Oriental (Faja petrolifera del Orinoco) | 258 227        | 36 390              |
| Costa afuera                            | 476            | 31,246              |
| Total Nación                            | 296 501        | 194 781             |

#### PDVSA - Estructura: DIVISIONES operativas y sus empresas de los Convenios de Exploración a Riesgo
Estructura general.
- DIVISIÓN FURRIAL

- - Petroquiriquire S.A. (Quiriquire)
  - Boquerón S.A.

- DIVISIÓN COSTA AFUERA

- - Petrowarao, S.A. (Pedernales)
  - Petrosucre S.A
  - Petrolera Paria S.A.
  - Petrolera Güiria S.A

- DIVISIÓN COSTA OCCIDENTAL DEL LAGO

- - Petroboscán, S.A.
  - Baripetrol S.A.
  - Petroperijá S.A.
  - Petrowayu S.A.
  - Petrourdaneta

- DIVISIÓN COSTA ORIENTAL DEL LAGO

- - Petrocabimas S.A.
  - Petrocumarebo S.A.
  - Petrozamora

- DIVISIÓN LAGO

- - Petroregional del Lago S.A
  - Petroindependiente S.A.
  - Lagopetrol S.A.
  - Petrowarao S.A. (Ambrosio)
  - Petrolera Sino-Venezolana S.A. (Intercampo)
  - Petrolera Bielovenezolana S.A (Bloque X)

- DIVISIÓN SUR DEL LAGO

- - Petroquiriquire S.A. (Mene Grande)

- DIVISIÓN AYACUCHO

- - Petrokariña S.A.
  - Petroven-Bras S.A.
  - Petroritupano S.A.
  - Petronado S.A.
  - Petrocuragua S.A.
  - Petrozumano S.A.
  - Petrolera Kaki S.A.
  - Petrolera Vencupet
  - Petrolera Sino-Venezolana S.A. (Caracoles)
  - Petrolera Bielovenezolana S.A (Guara Este)
  - Petropiar S.A.
  - Petrolera Venangocupet

- DIVISIÓN JUNÍN

- - Petrolera Indovenezolana S.A
  - Petrocedeño S.A.
  - Petroanzoátegui S.A.
  - Petromiranda S.A.
  - Petromacareo S.A.
  - Petrourica S.A.
  - Petrojunín S.A.

- DIVISIÓN CARABOBO

- - Petrodelta, S.A.
  - Petrolera Sinovensa S.A.
  - Petromonagas S.A.
  - Petrocarabobo S.A.
  - Petroindependencia S.A
  - Petrovictoria S.A.

- DIVISIÓN BOYACÁ

- - Petroguárico S.A.
  - Nuevas empresas mixtas campos maduros.
  - Nuevas empresas mixtas en la FPO.

Administración con la Corporación Venezolana del Petróleo
Repsol cuenta con una participación de 40% en la empresa mixta Petroquiriquire, en la que PDVSA tiene el 60% restante. También Repsol participa en proyectos como Petro Quiriquire, Petro Carabobo, Quiriquire Gas, y Cardón IV (gas).
Chevron Corporation cuenta con una participación en cuatro empresas, de 34% en la empresa mixta Petroindependencia con derecho a realizar las actividades hasta 2050 aprobado en julio de 2024. Tiene el 30% de la participación con Petropiar y el Mejorador de Petropiar con una extensión hasta el año 2047 otorgado en junio de 2024. Cuenta con las empresas mixtas PetroBoscan situado en el Zulia y Petroindendiente en el estado Carabobo.
Maurel & Prom S.A. la francesa participa con el 40% de la empresa PetroRegional del Lago SA.(PRDL) y el 60% de PDVSA.

#### PDVSA - taladros de perforación
El sector petrolero depende de la producción de sus pozos petroleros y para mantener dicha producción se tiene que estar perforando nuevos pozos con la ayuda de los taladros que valen una decena de millones de dólares, resulta que el bajo presupuesto para el mantenimiento ha provocado que las empresas de servicios proveedoras de estos equipos disminuyeron paulatinamente el uso de estos taladros y ha mermado la producción de petróleo en los últimos cinco años. Otro factor importante es la falta de confianza del inversionista debido a la falta de liquidez para los pagos por parte de PDVSA y de empresas subcontratistas.
Según la OPEP para el año 2010 se encontraban operativas 70 taladros, mientras que en el 2001 se llegó a tener operativas 122 taladros
En 2018 el número promedio fue de 27 taladros activo, así comenzó el año 2019 con 27 taladros en marzo pasó a 22 y en julio se recuperó a 25, así se mantuvo hasta diciembre de 2019, de los cuales 23 son de petróleo y dos de gas
Según el último informe de mayo de la OPEP en abril de 2020 la producción de petróleo cayo a 620,000 barriles por día y una de las causas por la cual se explica la baja producción se debe a que solo están activos 14 taladros, agrega que a finales de los 90, Venezuela contaba con más de 180 taladros
Según información de la firma Baker Hughes el número de taladros operativos en mayo de 2020 fueron dos y para el mes de junio solo se tiene uno, esta es una de las causas del desplome de la producción nacional
Esta baja del número de taladros ha sido un problema universal desde que inició la pandemia del COVID-19 y la consecuencia de los bajos precios en marzo de 2020, países como Brasil, Colombia, Argentina y el propio EE. UU. han tenido que desactivar parte de sus taladros de acuerdo con los datos de Baker Hughes.
Para marzo de 2022 con reporte de la OPEP las plataformas de perforación indicó un aumento a 26 taladros en actividad En octubre de 2022 se describe la existencia de solo tres plataformas taladros operativos.
En febrero de 2023 Pdvsa recupera la operción de un taladro en la faja petrolífera del Orinoco por la empresa petromonagas que actuaclmente es propiedad venezolana al 100% de acciones, luego de que en el año 2022 informaría tener funcionando tres taladros comparado al año 2010 que operaban 70 taladros. En septiembre de 2023 el dato de plataformas de perforación activas en Venezuela se movió para subir de 3 a 7 taladros activos entre julio y agosto. En octubre la OPEP reportó un solo taladro activo, un descenso notable frente a los cinco que reportó, en promedio, durante el tercer trimestre.
En abril de 2024 el reporte mensual de la OPEP informó que Venezuela incorporó una plataforma de perforación en marzo para llegar a 3 taladros, el mayor número de «taladros» operativos desde 2022. En junio la OPEP reportó que el número de taladros de perforación que están en operación con la información que suministra la firma Baker Hughes, está estacando en 3 unidades. Que difiere con el reporte de mayo de Pedro Tellechea quien aseguró que tiene 25 taladros de perforación activos.
Para marzo de 2025 la empresa Baker Hughes reportó que el número de taladros de operación que está en funcionamiento en Venezuela es solo uno.

### Sector Refinación - Activos Refinerías - Activos Mejoradores
Venezuela cuenta para agosto de 2019 con la propiedad de seis Refinerías nacionales y tres refinerías en Estados Unidos bajo la administración de CITGO, hay otras en el Caribe que no están activas o están en situación de alquiler prontas a vencerse, cuenta con cuatro plantas mejoradoras de petróleo extrapesado crudo y una planta de petróleo crudo Merey, además de almacenes, oleoductos y centros de servicio (en 1999 Venezuela tenía acciones participativas en veinticinco refinerías y una producción diaria promedio de 3 millones de barriles que entregaban trabajo a muchos venezolanos especializados)
Todas estas plantas refinerías y plantas mejoradoras requieren de una parada anual para realizar mantenimiento preventivo de planta que dura entre 15 y 25 días, que se da durante las primeras semanas del inicio de año en su mayoría. A ese periodo se le llama la Gran parada. La primera refinería en Venezuela fue construida en 1917 por Caribbean Petroleum Company que inició procesando 8000 B/día, cesó sus operaciones en 1982
Desde el año 2012 las plantas refinerías han sufrido falta de mantenimiento lo que ha ocasionado que durante el año 2019 se encontraran trabajando al 10% de su capacidad y a inicios de 2020 quedaran paralizada la refinería de Amuay y la refinería de Cardón

#### Refinación Nacional
En el año 1998, Petróleos de Venezuela llegó a ser la tercera empresa en el mundo en capacidad de refinación, capaz de procesar 3,3 millones de barriles diarios de petróleo. Por esos años administraba 24 refinerías en todo el mundo, 18 de ellas en el exterior y 6 en el país. Para 2019 solo administra 11 refinerías, 6 en el país, 3 en Estados Unidos, y 2 en las islas del Caribe.
La producción se vio mermada en los últimos quince años. Luego de la aplicación de una nueva geopolítica petrolera que el gobierno de turno impuso las bases para salirse del mercado estadounidense, la reducción de sus inversiones en el extranjero a partir de 2006 y así como el despido de más de 15 mil trabajadores entre profesionales y técnicos en febrero de 2003. La producción petrolera inició su declive a partir de 2009 al ubicarse en 2.400.000 b/día que se mantuvo hasta el 2014 entre altibajos. A partir de 2017, la caída de producción fue mayor. En mayo de 2019, la OPEP informó que la producción nacional de petróleo estaba en 750.000 B/día. En el informe de septiembre de 2019, el promedio mensual cayó a 680,000 B/día. Según datos de la OPEP, la producción promedio del mes de febrero de 2021 fue de 521 mil barriles por día.
Se ha acusado a los directivos de la empresa de clientelismo, corrupción e incompetencia, lo que habría dado lugar a una gestión supuestamente ineficaz y accidentada. Entre agosto de 2017 y mayo de 2018, el gobierno de los Estados Unidos sancionó a PDVSA, por motivos de corrupción y lavado de dinero de altos funcionarios y prohibió a empresas estadounidenses realizar transacciones con la empresa. En el año 2018, Estados Unidos se convirtió en exportador de petróleo, gracias a la nueva tecnología de extracción, la Fracturación hidráulica (Fracking). En un informe presentado al país en mayo de 2019, el BCV detalló la baja de la producción de los últimos cinco años, demostrando la realidad de una crisis petrolera.
| Complejo                         | Refinería                        | Ubicación                        | Capacidad   | Capacidad PDVSA | Participación PDVSA | Estatus | Propietario                 |
| -------------------------------- | -------------------------------- | -------------------------------- | ----------- | --------------- | ------------------- | --- | --------------------------- |
|                                  | Refinería San Lorenzo            | Venezuela, Munc Baralt, Zulia    | - -         | - -             | - -                 | La primera refinería en Venezuela 1917 con cap. 38.000 b/d. Fue cesada desde 1982 | Caribbean Petroleum Company |
|                                  | Refinería Puerto La Cruz         | Venezuela, Estado Anzoátegui     | 203.000 b/d | 203.000 b/d     | 100%                | Proyecto Conversión Profunda para procesar crudo pesado y extrapesado de la Faja Petrolífera del Orinoco por US $8.800 millones (2016/2020) el 2017 se incrementó en US $5,000 millones | PDVSA                       |
|                                  | Refinería San Roque              | Santa Ana, Estado Anzoátegui     | 5.800 b/d   | 5.800 b/d       | 100%                | es la única en América Latina que produce parafina(98%producción de velas) | PDVSA                       |
| Complejo de Refinación Paraguaná | Complejo de Refinación Paraguaná | Complejo de Refinación Paraguaná | 940.000 b/d | - -             | 100%                | - | PDVSA                       |
| 1                                | Refinería de Amuay               | Venezuela, Falcón,               | - -         | 670.000 b/d     | 100%                | distribuyen el 75% del combustible del parque automotor venezolano | PDVSA                       |
| 2                                | Refinería Cardón                 | Venezuela, Falcon,               | - -         | 254.000 b/d     | 100%                | - | PDVSA                       |
| 3                                | Refinería Bajo Grande            | Venezuela, Zulia,                | - -         | 16.000 b/d      | 100%                | - | PDVSA                       |
| Complejo de Refinería El Palito  | Complejo de Refinería El Palito  | Complejo de Refinería El Palito  | 140.000 b/d |                 | 100%                | | PDVSA                       |
| 1                                | Refinería El Palito              | Venezuela, Carabobo              | - -         | 140.000 b/d     | 100%                | Se encuentra en mantenimiento desde 2017. En junio de 2020 reinicia la producción | PDVSA                       |

#### Refinación PDV América - CITGO
Entre sus mayores activos internacionales está la empresa Citgo, en los Estados Unidos de América, de la cual es propietaria en un 100%
La estatal poseía hasta el 2006 -a través de Citgo- ocho refinerías en Estados Unidos (actualmente 2019 solo es dueña de tres refinerías), la de Corpus Christi, en Houston, en Illinois, en Nueva Jersey, en Sweeny, en Lousiana, y Savannah, en Georgia. La capacidad de refinación en suelo estadounidense es de aproximadamente 1,12 millones de barriles diarios. Son 608.000 barriles diarios los producidos por las refinerías ubicadas en el Caribe. En agosto de 2009, PDVSA adquiere el 20% de sus acciones con la empresa canadiense, Enbridge siendo la mayor filial empresa junto con Citgo. La Refinería de Lake Charles ocupa la sexta posición entre las refinerías más grandes de los Estados Unidos, con una capacidad nominal de procesamiento de crudo de 463,000 b/d, que aumentó a partir de 2023 bajo la actual gerencia.
En mayo de 2010 Pdvsa además adquirió por 133,4 millones de dólares, el 49% de la única refinería de República Dominicana, conocida como Refidomsa.
| Refinería                      | Ubicación                    | Capacidad total | Capacidad PDVSA | Participación PDVSA | Socio             | Estatus                                                        | Propietario actual          |
| ------------------------------ | ---------------------------- | --------------- | --------------- | ------------------- | ----------------- | -------------------------------------------------------------- | --------------------------- |
| Refinería de Lake Charles      | Estados Unidos, Luisiana     | 425.000 b/d     | 425.000 b/d     | 100%                | -                 | -Antigüedad: 80 años (2024) En arbitraje desde abril de 2020   | PDVSA                       |
| Refinería de Lemont            | Estados Unidos, Illinois     | 167.000 b/d     | 167.000 b/d     | 100%                | -                 | - Antigüedad: 102 años (2024) En arbitraje desde abril de 2020 | PDVSA                       |
| Refinería de Corpus Christi    | Estados Unidos, Texas        | 157.000 b/d     | 157.000 b/d     | 100%                | -                 | -Antigüedad: 89 años (2024) En arbitraje desde abril de 2020   | PDVSA                       |
| Refinería de Chalmette         | Estados Unidos, Luisiana     | 184.000 b/d     | 92.000 b/d      | 50%                 | ExxonMobil        | VENDIDA en 2015 el 50% en US $ 161 millones                    | PBF Energy Inc y ExxonMobil |
| Refinería Merey Sweeney        | Estados Unidos, Texas        | 214.000 b/d     | 200.000 b/d     | 50%                 | ConocoPhillips    | PERDIDA en 2014 en ARBITRAJE                                   | ConocoPhillips              |
| Refinería de asfalto Paulsboro | Estados Unidos. Nueva Jersey | 70.000 b/d      | 70.000 b/d      | 50%                 | NuStar            | VENDIDO en 2007 en US $ 450 millones                           | NuStar Asphalt Refining LLC |
| Refinería de asfalto Savannah  | Estados Unidos, Georgia      | 30.000 b/d      | 30.000 b/d      | 50%                 | NuStar            | VENDIDO en 2007 en US $ 450 millones                           | NuStar Asphalt Refining LLC |
| Refinería Lyondell             | Estados Unidos, Houston      | 240.000 b/d     | 240.000 b/d     | 41.25%              | Lyondell Chemical | VENDIDO en 2006 en US $ 2,165 millones                         | Lyondell Chemical           |

| Refinería                        | Ubicación                      | Capacidad   | Capacidad PDVSA | Participación PDVSA | Socio                            | Estatus                                                       | Propietario                       |
| -------------------------------- | ------------------------------ | ----------- | --------------- | ------------------- | -------------------------------- | ------------------------------------------------------------- | --------------------------------- |
| Refinería de Saint Croix Hovensa | Estados Unidos, Islas Vírgenes | 495.000 b/d | 298.000 b/d     | 50%                 | HOVIC (1998-2012)                | 2012 usada como ALMACÉN                                       | Cerrada 2012                      |
| Refinería Isla                   | Curazao, Antillas Neerlandesas | 335.000 b/d | 335.000 b/d     | 100%                | -                                | en ALQUILER vence 2020                                        | Curazao                           |
| Refinería Petrojam               | Jamaica                        | 50.000 b/d  | 27.000 b/d      | 49%                 | Petroleum Corporation of Jamaica | confiscada por Jamaica 2019                                   | Petroleum Corporation of Jamaica  |
| Refinería Refidomsa              | República Dominicana           | 34.000 b/d  | 10.000 b/d      | 49%                 | República Dominicana             | PDVSA vendió sus acciones en agosto de 2021 a Rep. Dominicana | PDV Caribe y República Dominicana |

#### Refinación PDV Europa
En Europa, la capacidad que tenía superaba los 252.000 barriles diarios -a través de la empresa filial Nynäs- con las refinerías de Nynasshamn y la Refinería de Gotemburgo en Suecia y Antwerp en Bélgica vendida en 2003, así como de las ubicadas en el Reino Unido. La OFAC extiende hasta el 25 de octubre de 2019 a Nynas AB, filial de PDVSA (que mantiene un 50% de sus acciones) para el pago a proveedores, referido al bloqueo a personas o empresas que contribuyan a la situación de deterioro de Venezuela. después de 2011 PDVSA solo refina un promedio de 29 000 b/d, la empresa rusa Rosneft compra petróleo crudo venezolano para sus refinerías.
la Ruhr Oil en Alemania, de la cual posee un 50% de acciones (en 2010, Chávez vende las acciones de PDVSA en Rühr Oel a la empresa rusa Rosneft, que incluía porciones en las refinerías alemanas en Gelsenkirchen, Neustadt, Karlsruhe y Schwedt; así como la planta petroquímica DHC Solvent Chemie GmbH, también en Alemania.) y la empresa Nynäs Petroleum en Suecia, en la cual tiene participación a partes iguales con la empresa petrolera de Finlandia, Neste Oil Corporation. En 2010, Petróleos de Venezuela pactó con su socio estratégico Rusia en la venta de sus acciones de las refinerías alemanas de Ruhr Oel, en el que está asociada a la británica BP, la Ruhr Oel, que tiene una capacidad de 1,04 millones de b/d de procesamiento en sus cuatro refinerías, Pdvsa posee 50% de la refinería Gelsenkirchen, 19% de la refinería Schwedt, 13% de la refinería Neustadt y 12% de la refinería Karlsruhe; participaciones que le reportan un consumo de 240,000 b/d. un 20% de crudo venezolano
En mayo de 2020 el gobierno de Nicolás Maduro vende el 35% de las acciones de la empresa Nynas quedando con el 15% y omitiendo la consulta y aprobación del parlamento venezolano para desligarla de las sanciones del gobierno de Estados Unidos El 6 de abril de 2021 la editora Albert News expuso documentos de la venta de Nynas AB al propietario, un ciudadano iraní-alemán Bernd Reza Schmidt que vive en un hotel en Caracas propietario de una empresa de maletín, poseedor del 49% del capital accionario realizada sin la aprobación de la Asamblea Nacional y no como se hizo ver a una fundación sueca no identificada para el momento valorada en activos totales según informe financiero de  2019 en 1,442 millones de dólares.
| Refinería                            | Ubicación                            | Capacidad     | Capacidad PDVSA | Participación PDVSA | Socio      | Estatus                                                        | Propietario               |
| Empresa petrolera " Nynas AB"        | Empresa petrolera " Nynas AB"        | 67.000 b/d    |                 | 50%                 | Neste Oil  | -                                                              | PDVSA - Neste Oil         |
| ------------------------------------ | ------------------------------------ | ------------- | --------------- | ------------------- | ---------- | -------------------------------------------------------------- | ------------------------- |
| Refinería de Nynashamn               | Provincia de Estocolmo, Suecia       | 29.000 b/d    | 15.000 b/d      | 50%                 | Neste Oil  | Vendida en 2021 a partir de mayo de 2020 solo es propiedad 15% | PDVSA - Neste Oil         |
| Refinería de Gotemburgo              | Västra Götaland, Suecia              | 11.000 b/d    | 5.000 b/d       | 50%                 | Neste Oil  | Vendida en 2021 a partir de mayo de 2020 solo es propiedad 15% | PDVSA - Neste Oil         |
| Refinería de Eastham                 | Inglaterra, Reino Unido              | 18.000 b/d    | 5.000 b/d       | 25%                 | Neste Oil  | Vendida en 2021 a partir de mayo de 2020 solo es propiedad 15% | PDVSA - Neste Oil         |
| Refinería de Dundee                  | Escocia, Reino Unido                 | 9.000 b/d     | 4.000 b/d       | 50%                 | Neste Oil  | Vendida en 2021 a partir de mayo de 2020 solo es propiedad 15% | PDVSA - Neste Oil         |
|                                      |                                      |               |                 |                     |            |                                                                |                           |
| Planta de Antwerp                    | Bélgica                              | 14,000 b/d    | b/d             | 50%                 | Neste Oil  | Vendida en 2003                                                | PDVSA - Neste Oil         |
| Empresa petrolera "Ruhr Oel and Gas" | Empresa petrolera "Ruhr Oel and Gas" | 1.000.400 b/d |                 | P. promedio 20%     | Veba Öl AG | -                                                              | Rosneft BP Veba Öl AG     |
| Refinería Gelsenkirchen              | Gelsenkirchen, Alemania              |               | b/d             | 50%                 | Veba Öl AG | Vendida en 2010 en US $ 1,600 millones                         | Rosneft - BP - Veba Öl AG |
| Refinería Schwedt                    | Schwedt, Alemania                    |               | b/d             | 19%                 | Veba Öl AG | Vendida en 2010 en US $ 1,600 millones                         | Rosneft - BP - Veba Öl AG |
| Refinería Neustadt                   | Neustadt (Coburg), Alemania          |               | b/d             | 13%                 | Veba Öl AG | Vendida en 2010 en US $ 1,600 millones                         | Rosneft - BP - Veba Öl AG |
| Refinería Karlsruhe                  | Karlsruhe, Alemania                  |               | b/d             | 12%                 | Veba Öl AG | Vendida en 2010 en US $ 1,600 millones                         | Rosneft - BP - Veba Öl AG |

#### Refinación PDV Proyectos
| Refinería                       | Ubicación                     | Capacidad instalada | Capacidad PDVSA | Participación PDVSA | Socio      | Estatus                                                                                                |
| ------------------------------- | ----------------------------- | ------------------- | --------------- | ------------------- | ---------- | --- |
| Refinería de Guangdong          | Provincia de Guangdong, China | 400.000 b/d         | 00 b/d          | 100%                | PetroChina | Proyecto aprobado                                                                                      |
| Refinería de Caripito           | Monagas, Venezuela            | 100.000 b/d         | 00 b/d          | 100%                | -          | Proyecto                                                                                               |
| Refinería Batalla de Santa Inés | Barinas, Venezuela            | 100.000 b/d         | 00 b/d          | 100%                | ENI        | Proyecto de US $ 2.968 millones Para el año 2,016 Para 2019 solo se ha realizado movimiento de tierras |
| Refinería de Cabruta            | Guárico, Venezuela            | 221.000 b/d         | 00 b/d          | 100%                | ENI        | Proyecto de US $19.928 millones procesar crudo pesado. Para el año 2017                                |
| Refinería Petrobicentenario     | Estado Anzoátegui, Venezuela  | 240.000 b/d         | 00 b/d          | 100%                | ENI        | Proyecto de US$ 9.712 millones Para el año 2017                                                        |

#### Planta mejorador de crudos de petróleos extrapesados
En el año 2000 se inicia en Venezuela la adición, en el Complejo de José, de cuatro plantas mejorador de crudo extrapesado, que permiten un mejor rendimiento comercial al producto petrolero, en el mejoramiento de crudo extrapesado de 9 grados API, para producir un crudo sintético de 19 a 25 grados API, se le extrae elementos como el coque, el azufre y otros elementos sólidos que son muy tóxicos, que en grandes cantidades son acumulados en patios para su próxima exportación ya que el mercado interno es muy pequeño para estos subproductos. Hasta el 2007 eran  administradas por petroleras extranjeras. El 1 de mayo de 2007 el Gobierno nacionalizó las instalaciones de las cuatro refinerías Mejoradoras de crudo pesado en la Faja Petrolífera del Orinoco valorados en 30 000 millones de dólares, que eran operadas por las empresas petroleras internacionales estadounidenses Chevron Corporation, ExxonMobil y ConocoPhillips, y la británica BP, la noruega Statoil y la francesa TotalEnergies. Sin embargo las petroleras ExxonMobil y ConocoPhillips no aceptaron vender sus acciones en las condiciones planteadas durante la nacionalización de ese año, de acuerdo a la nueva Ley de Hidrocarburos, aprobada en diciembre de 2001.
En la actualidad Venezuela cuenta con cinco plantas de las cuales cuatro son plantas Mejorador de crudos de petróleo, cuya función importante es para convertir el crudo extrapesado de la Faja Petrolífera del Orinoco en un petróleo de mayor valor comercial, que en su conjunto tienen una capacidad instalada de mejorar la producción de crudo extrapesado de 710.000 b/día. La quinta planta es una mezcladora de petróleo. Todas estas plantas se ubican dentro del Complejo Petroquímico José Antonio Anzoátegui instaladas a finales de la década de los 90 y son alimentadas por cerca de 2000 km. tendidos de oleoductos entre 16 y 32 pulgadas de diámetro, que conectan con los cerca de 6000 pozos petroleros ubicados en la Faja petrolífera del Orinoco y de la cuenca de oriente. Estas plantas son administradas por empresas mixtas donde PDVSA tiene una mayoría accionaria.
- Petropiar (AMERIVEN) con capacidad de 210.000 B/día operado por PDVSA(70%) y Chevron(30%)[269]  Conocco-Phillips abandono su 40% en 2007 y demando al estado.
- Petromonagas (CERRO NEGRO) con capacidad de 150,000 B/día operado por PDVSA (60% acciones) y la rusa Rosneft (40% acciones),[269] el 27 de marzo de 2020 Rosneft vende sus activos a una estatal rusa.[270]para diciembre de 2019 estaba produciendo 80,000 B/día[271]

- Petro San Félix (Petrozuota) con capacidad de 160.000 b/día operado, creada en 2001 y asociada a Pdvsa en 2015 para manejar la planta mejoradora,  por PDVSA pero no esta operativo hace diez meses desde 2019.[271] En 2024 pasó a ser Petro Roraima en  sustitución de Petro-San Félix, una empresa mixta con una participación accionaria de 51% por parte de la Corporación Venezolana de Petróleo (CVP), que es una filial de Petróleos de Venezuela (PDVSA) y el 49% lo tendrá la empresa A&B Oil and Gas.[272]

- Petrocedeño (SINCOR) con capacidad de 190.000 bpd, operado por PDVSA(60% acciones), la francesa Total (30%) y la noruega Equinor(10%), está paralizado desde 2019.[271][269] En mayo de 2023 el ministro Pedro Tellechea aseguró que se va a «recuperar esta planta Petrocedeño» en conjunto con los trabajadores petroleros.[273] El 29 de julio de 2021 las trasnacionales Total (Francia) y Equinor (Noruega) cedieron su participación a Pdvsa con la cual obtiene el 100% de sus acciones.[274]

- SINOVENSA es la quinta planta pero mezcladora con capacidad instalada de 130 000 B/día que mezcla el crudo extrapesado del Orinoco con un petróleo más liviano, no es una mejoradora como las anteriores, produce crudo Merey de mayor demanda en el mercado chino, iniciada en el 2008, está produciendo 70 000 B/día es operada por PDVSA (60% accionaria) y la empresa china CNPC (40%)[269] quien para septiembre de 2019 suspendió sus compras de crudo mejorado[275][276]

En febrero de 2016 PDVSA vendió parte de sus acciones de la empresa mixta Petromonagas a Rosneft que pasó de 16.67% a ser propietaria del 40%
Cuando el petróleo crudo no es mejorado PDVSA mezclan el petróleo extrapesado con nafta importada para producir crudo diluido (DCO) de exportación que es un producto de menor valor comercial. En julio de 2019 por motivo de las sanciones, los prolongados cortes de luz y estando el puerto de José saturado de tanqueros por la disminución de exportaciones de crudo, las plantas comenzaron a recircular el crudo para evitar paralizar su operación y que se dañen partes importantes de las plantas mejoradoras.
A partir del 29 de julio de 2019 Petropiar comenzó a producir 130.000 B/día de crudo Merey. Petropiar inicia operaciones como planta mezcladora de crudo. El lunes 17 de septiembre PDVSA ordenó suspender la producción del mejorador de Petropiar, al tener sobresaturado sus depósitos o almacenes; la suspensión ocurre antes que a su socio Chevron se le venza la licencia de permiso dado por Estados Unidos hasta el 27 de octubre. la producción de petróleo cayo a 712 mil B/día
En septiembre de 2023, Pdvsa presenta problemas para convertir su petróleo extrapesado a grados exportables en sus plantas mejoradoras en el Complejo de José, en Anzoátegui. Las exportaciones en agosto cayeron en un 38%, Pdvsa exportó 544.000 barriles de petróleo por día. Venezuela también exportó unas 214.000 toneladas de subproductos del petróleo y petroquímicos. frente a las 412.000 toneladas de julio, hay tres factores que están limitando a Venezuela:
- La falta de capital de PDVSA,
- La infraestructura en mal estado (incluido los mejoradores de crudo),
- Las sanciones de Estados Unidos desde 2019.

A) En el mejorador de crudo Petropiar, operado por Pdvsa y Chevron y que procesa petróleo extrapesado, el mantenimiento afectó a una unidad de destilación al vacío, La instalación reanudó completamente sus operaciones el 9 de agosto, procesando unos 110.000 bpd desde entonces. Chevron viene aumentando la importación de diluyentes, del promedio de 13 mil barriles diarios que se registró durante 2023 se pasó primero a 54 mil barriles a finales del año pasado y luego a 75 000 barriles por día durante enero con tendencia al alza en los siguientes meses logrando aumentar hasta 160.000 bpd B) El mejorador Petromonagas, a cargo de Pdvsa y la rusa Roszarubezhneft, se quedó sin diluyentes, lo cual lo dejó fuera de servicio en agosto. C) Petrocedeño, redujo el procesamiento de crudo debido a problemas con una caldera, según un informe. D) Las dos unidades de mezcla de crudo del proyecto Petrosinovensa en la Faja del Orinoco de Venezuela, operadas por Pdvsa y China National Petroleum Corp (CNPC), sufrieron apagones que las paralizaron el mes pasado.Las dos unidades de mezcla de crudo del proyecto Petrosinovensa en la Faja del Orinoco de Venezuela, operadas por Pdvsa y China National Petroleum Corp (CNPC), sufrieron apagones que las paralizaron el mes pasado
| Planta mejorador                                                 | Ubicación                               | Capacidad instalada | Capacidad PDVSA | Participación PDVSA | Socio           | Estatus                                                         |
| ---------------------------------------------------------------- | --------------------------------------- | ------------------- | --------------- | ------------------- | --------------- | --------------------------------------------------------------- |
| Mejorador de Petropiar (AMERIVEN)                                | CIPPJAA Barcelona, Anzoategui Venezuela | 210.000 b/d         | 130,000 b/d     | 70%                 | chevron         | produce 130 mil B/día crudo Merey desde julio de 2019           |
| Mejorador de Petromonagas (CERRO NEGRO)                          | CIPPJAA Anzoategui Venezuela            | 150.000 b/d         | 80,000 b/d      | 60%                 | Roseneft        |                                                                 |
| Mejorador de Petro Roraima ( antes Petro San Félix) (Petrozuota) | CIPPJAA Anzoategui Venezuela\|          | 160.000 b/d         | 00 b/d          | 100%                | -               | tiene meses paralizado Activada el 19 de abril de 2024          |
| Mejorador de Petrocedeño (SINCOR)                                | CIPPJAA Barcelona, Anzoategui Venezuela | 190.000 b/d         | 190,000 b/d     | 60%                 | Total - Equinor | produce crudo Zuata-Sweet y crudo-extrapesado (esta paralizado) |
| Mezclador de SINOVENSA                                           | Barcelona, Anzoategui Venezuela         | 130,000 b/d         | 70,000 b/d      | 60%                 | CNPC            | produce crudo Merey                                             |

- CIPPJAA: Complejo Industrial petrolero y petroquímico José Antonio Anzoátegui
- Desaparece Petro San Félix  y surge Petro Roraima una empresa mixta con una participación accionaria de 51% por parte de la Corporación Venezolana de Petróleo (CVP), que es una filial de Petróleos de Venezuela (PDVSA) y el 49% lo tendrá la empresa venezolana A&B Oil and Gas propiedad del empresario venezolano Jorge Alfredo Silva Cardona.[272]

#### Venta de activos de PDVSA entre 2006 Y 2015
Entre los años 2006 y 2015, el gobierno de Nicolás Maduro y el gobierno de Hugo Chávez se vendió muchos activos de la empresa Petróleos de Venezuela entre refinerías, almacenes oleoductos y estaciones de servicio.Petróleos de Venezuela (PDVSA) se ha desprendido en esos años de buena parte de sus negocios internacionales de refinerías y terminales, dirigiendo el dinero recaudado a su maltrecho flujo de caja y a decenas de subsidios y programas del Estado. El daño social más grave ocurre con varios cientos de trabajadores nacionales que pierden sus puestos de trabajo para ser reemplazados por trabajadores de los nuevos dueños, es el caso de Chamette Refining que en 2015 afectó a 530 empleados de la refinería Lo mismo ocurre con todos los activos que PDVSA se ha desprendido durante estos años.
En enero de 2012, Hess Corp. y PDVSA cerraron su refinería Hovensa de 500.000 bpd en St. Croix, Islas Vírgenes, tras acumular pérdidas por $1,300 millones en los últimos tres años y como parte del cierre de gran cantidad de refinerías en el noreste de Estados Unidos, por parte de distintas petroleras. Misma que se intentó vender a finales de septiembre de 2014, tras el boom del esquisto.

#### Subsidios al carburante y programas sociales
Hasta el 31 de diciembre de 1996, PDVSA, a través de sus empresas filiales, tenía el monopolio de la venta, mercadeo y transporte de todo producto y derivado petrolero. A partir del 1 de enero de 1997, en el marco de la entonces llamada "apertura petrolera", se permitió que otras empresas como Shell, BP o Texaco entraran a comercializar dichos productos aunque ajustados a ciertas limitaciones, como el control por decreto del precio de venta de la gasolina, control que aún continúa -independientemente del precio internacional de mercado- resultando en un precio de 0,097 bolívares fuertes (equivalente a 0,045 dólares) y 0,07 bolívares fuertes (0,032 USD) por litro de gasolina de 95 y 91 octanos, respectivamente, siendo el producto más barato expendido en Venezuela y uno de los precios más bajos -sino el más bajo- para mercadeo de la gasolina en el mundo. PDVSA Subsidia la gasolina en Venezuela, el precio por litro es de USD 0,015 por ello pierde cerca de 6000 millones (6 millardos) de dólares al año. todo esto solo con fines políticos, pues la economía del país se encuentra en inflación y para el 2017 entró en hiperinflación y hasta finales de 2019 se mantenía este precio sin alteración en su precio de venta interna. Esta política ha traído como consecuencias delitos de contrabando a gran escala que incluye a altos funcionarios del gobierno.
Los programas sociales financiados por la empresa son una parte importante de sus gastos. Entre los años 2004 y 2010, PDVSA contribuyó con 61 400 millones de dólares en los programas sociales del gobierno; alrededor de la mitad de los fondos se emplearon en las Misiones Bolivarianas y el resto se distribuyeron a través del Fondo Nacional de Desarrollo. Sólo en el año 2012 la estatal invirtió 17 300 millones de dólares en estos programas, cifra que se redujo a 13 000 millones en 2013.

### Área Mercantil y transporte
PDVSA cuenta con su propia flota de cargueros petroleros dirigidos por  PDV Marina  entre ellos están: Ícaro, Yare, Paramaconi, Terepaima (construido en 2011), Manuela Sáenz, Negra Matea(antes Pilín León) y Luis Cáceres de Arismendi.
El 5 de abril de 2019 el gobierno de Estados Unidos sancionó 34 buques identificado como propiedad de PDVSA: AMAPOLA 1, AMUAY, BICENTENARIO I, BICENTENARIO II, BICENTENARIO III, BICENTENARIO IV, BICENTENARIO V,  BICENTENARIO VI, BICENTENARIO VII, BICENTENARIO VIII, BICENTENARIO IX, BICENTENARIO X, BICENTENARIO XI, BICENTENARIO XII,   BICENTENARIO XIII, BICENTENARIO XIV, BICENTENARIO XV, BICENTENARIO XVI,CARIBE, CAYAURIMA, CUMANAGOTO, GARDENIA, GP-21, GP-23, JAZMIN, L-409, CARDÓN, SABANETA, TRIBILIN, URDANETA y YORACO.  El 4 de diciembre de 2019, nuevas sanciones a seis petroleros venezolanos, la OFAC señaló a los barcos: Ícaro, Luisa Cáceres de Arismendi, Manuela Sáenz, Paramaconi, Terepaima y Yare todas propiedad de PDVSA
Entre enero y febrero de 2020 los problemas financieros entre PDVSA y la empresa PetroChina Co Ltd, llevó a la quiebra de la empresa CV Shipping Pte Ltd que administraba cuatro buques superpetroleros que provocaron la pérdida de tres transportadores de petróleo tipo VLCC (Very Large Crude Carrier), con una capacidad de más de 300.000 toneladas: el Junín, Boyacá y Carabobo al tener un año sin pagar seguro pasaron a un remate tramitada ante un tribunal de Singapur además de tener congeladas sus cuentas bancarias El petrolero Ayacucho quedó en propiedad de Venezuela hasta noviembre de 2020 como el barco insignia de Pdvsa, cuando pasó a pertenecer a la flota petrolera rusa. "Es un buque que carga dos millones de barriles"

## Gas producción y exportación
La explotación del gas petrolero cuya producción se deriva según su uso
- uso energético para el consumo en las planta termoeléctricas generadoras de electricidad
- uso doméstico para el consumo en las viviendas
- uso de extracción de petróleo, para los pozos petroleros

En junio de 2009 el gobierno inició una convocatoria para que empresas medianas invirtieran en el gran Proyecto de gas Mariscal Sucre en donde se había invertido unos 800 millones de dólares en durante su face exploratoria, llegaron las japonesas Marubeni 8002.T, Mitsui, Mitsubishi e Itochu, la argelina Sonatrach, la coreana Korea Gas, Petronas Gas PGAS.KL de Malasia, la noruega Statoil STL.OL, Galp Energía GALP.LS de Portugal, la rusa Gazprom y la italiana ENI ENI.MI a participar en el proceso. El proyecto Mariscal Antonio José de Sucre, que se ejecuta en el norte de la Península de Paria, contempla el desarrollo de los campos Dragón, campo Manatee, campo Patao, campo Mejillones y campo Río Caribe.
PDVSA estima que el potencial de producción del proyecto Mariscal Sucre es de 1.200 millones de pies cúbicos diarios de gas, más 20.000 barriles diarios de condensados. Sin embargo PDVSA ha encontrado reservas de 4,2 billones de pies cúbicos (TCF) en el campo Dragón, en el lado venezolano de su frontera marítima con Trinidad y Tobago. En agosto de 2012 se afirmó que empezarian a producir unos 300 millones de pies cúbicos que fácilmente reducirían el consumo de unos 50 mil barriles diarios de diésel. La producción permitirá operar la planta termoeléctrica en Güiria, que será de mil megavatios. El proyecto Mariscal Sucre está vinculado al Complejo Industrial Gran Mariscal de Ayacucho (Cigma), en el estado Sucre, que será el encargado de procesar el gas extraído de las costas. Una planta de procesamiento del gas para el consumo interno estará ubicada en el Complejo Industrial Gran Mariscal de Ayacucho (CIGMA), en Güiria, estado Sucre, que esta avanzado en un 80% de su construcción.
En enero de 2023 Trinidad y Tobago obtiene una licencia de la OFAC para explotar área estratégica de gas natural en aguas venezolanas en el campo Dragón, aunque el Gobierno de Maduro no podrá recibir ningún pago en efectivo de este proyecto. Esto se debe a que Pdvsa no cuenta con recursos para el proyecto y las sanciones lo limitan. Trinidad es el mayor exportador de gas natural licuado de Latinoamérica. Venezuela y Trinidad y Tobago, junto con las empresas que participan en el proyecto, han iniciado negociaciones de precios para exportar gas natural venezolano a la isla caribeña a través de un proyecto marino conjunto que recibió la aprobación de Estados Unidos
En diciembre de 2023 Pdvsa y la española Repsol suscriben un acuerdo por 15 años para explotar petróleo, gas y para reactivar la empresa mixta Petroquiriquire que incluye los campos Quiriquire, Mene Grande y Barua-Motatán y sus «siete anexos», en la que la europea tiene el 40% de participación.
En mayo de 2024 la petrolera británica British Petroleum (BP) y la empresa energética estatal de Trinidad y Tobago, National Gas Company of Trinidad and Tobago Limited (NGC), recibieron una licencia por dos años del Departamento del Tesoro de Estados Unidos para negociar y desarrollar los yacimientos de gas de Cocuina-Manakin con Venezuela, un yacimiento de gas en alta mar que se extiende desde Venezuela hasta Trinidad en el Mar Caribe. En septiembre culminan la exploración de reservas de gas en campo Cocuina yacimientos costa afuera compartidos con Venezuela. Con la ayuda del barco de British Petroleum (BP) para realizar estudios sísmicos y determinar la reserva de gas. Venezuela y Trinidad y Tobago firmaron en Caracas el acuerdo de «autorización para la mediación fiscal de la producción del Campo Dragón» El campo Dragón, del que Trinidad y Tobago posee el 66% y Venezuela el 34% restante, cuenta con una reserva de gas de unos 0,74 billones de pies cúbicos.
En junio de 2024 el proyecto Cardón IV en el occidente del país en el campo Perla empezará a exportar líquidos de gas natural (LGN), indican un nivel de producción por 540 millones de pies cúbicos al día de gas natural. La española Repsol y la italiana ENI son propietarios de este proyecto, puedan exportar un volumen por el orden de 12.000 barriles diarios de condensando hacia Europa con un pago de regalía de 20% como establece la Ley Orgánica de Hidrocarburos Gaseosos en vigencia desde 1999 y 34% de ISLR.
El 11 de noviembre se produce un incendio en un gaseoducto de 26 pulgadas en una unidad de producción de diésel del Complejo Operativo Muscar, perteneciente a la División Punta de Mata, municipio Ezequiel Zamora, en el estado Monagas, cinco trabajadores reultaron heridos. «La explosión quemó un colector clave y el calor causó daños secundarios a los tanques de productos químicos, controladores y otros sistemas, según señalaron las fuentes».

### Infraestructura
Complejo Industrial Muscar está ubicado en Monagas es una instalación estratégica para la distribución de gas en el país que garantiza el gas necesario de las termoeléctricas, así como para otros usos industriales. El complejo Muscar separa el propano y otros derivados del gas del petróleo, y envía esos combustibles a otros centros que alimentan a industrias.

## Coque como subproducto, exportación
La acumulación de coque como residuos dejados en las instalaciones del complejo por las plantas mejoradores de crudo formaban inmensas montañas que llegaban hasta los 30 a 60 metros de altura, convirtieron a Venezuela antes de 2007 en el segundo exportador de coque con unos 8 o 9 barcos de 50 mil toneladas por mes de gran valor comercial en otros países,  un incendio ocurrido el 3 de enero de 2009 en uno de los terminales de embarque del Complejo Criogénico “José Antonio Anzoátegui” acabó con la banda que transportaba el coque a los buques exportadores. A partir de esa fecha se comenzó a acumular con un promedio de producción diaria entre los cuatro mejoradores de 15 000 toneladas y para el año 2018 se estima entre 10 y 40 millones de toneladas acumuladas, La transnacional  Koch Terminales y Sólidos del Caribe CA era la encargada de las labores de colocación en los barcos, y su casa matriz, Koch Mineral C.A. se encargaba de la comercialización en el extranjero

## Azufre como subproducto, exportación
Al igual que el coque resulta del proceso de mejorar el petróleo pesado y extrapesado obteniéndose cantidades que son almacenadas en depósitos del complejo de José pero en menor cantidad que el coque listas para la exportación. La venta de azufre es realizada para la obtención de ácido sulfúrico como materia prima para la producción de sulfato de aluminio, utilizado en el tratamiento de las aguas para el consumo humano y residual.

## Producción de Carbón
La explotación del carbón venezolano es de antiquísima data, no obstante. La historia refleja acuerdos del general Antonio Guzmán Blanco con la Sociedad de Costa Firme en 1882 para explotar carbón de piedra entre 1887 y 1891 en Naricual, Capiricual y Tacarapo, en el oriente de Venezuela. Los geólogos y expertos en explotación energética ubican el mineral en zonas como Guárico, Aragua, Anzoátegui, Táchira, Falcón y las cuencas carboníferas de Zulia. Venezuela tiene alrededor de 10.000 millones de toneladas de reservas probadas de carbón, existen yacimientos de carbón con variados intervalos de calidad, cantidad y usos. Estos se encuentran en las siguientes zonas carboníferas: 
- Cuenca carbonífera del Guasare en el estado Zulia, que contiene el 80% de las reservas nacionales.[314]
- Faja carbonífera de Guárico nororiental,
- Zona carbonífera de Aragua meridional,
- Cuenca carbonífera de Naricual en Anzoátegui,
- Zonas carboníferas del estado Táchira (área de Lobatera y zona de Rubio),
- Región carbonífera de Santo Domingo,
- Zonas carboníferas del estado Falcón.

Se pueden distinguir distintos tipos de carbón, que de menor a mayor rango y poder calorífico son: turba, lignito, hulla y antracita.
El 10 de febrero de 2015 con la publicación de un decreto, el 1.606, en el que nacionaliza y expande las concesiones carboníferas del estado Zulia y se las entrega a Corpozulia, asociados a este” en una superficie total de 24.192 hectáreas. La orden presidencial especificó en su numeral 3 que serían asignados a Carbones del Zulia, filial de Pdvsa. La nueva ordenanza autorizaba a la compañía china Sinohydro disfrutar de los beneficios de ese contrato por un período de 30 años, es decir, hasta el año 2045, para que la misma pueda “recuperar” lo que haya invertido en la economía venezolana.
En julio de 2017 se firma un convenio entre Venezuela y China por 400 millones de dólares para actividades mineras a tres empresas internacionales: la colombo-holandesa Inter-American Coal, s.a; China CAMC Engineering Co Ltd y Yang Guang Group. La meta del nuevo pacto era alcanzar una producción de ocho millones de toneladas de carbón al año para generar ganancias de al menos 840 millones de dólares en una década. En 2018 por el portal  Armando.info reveló que el gobierno pactó entonces la creación de otra compañía mixta entre Carbones del Zulia y la turca Glenmore Proje Insaat, llamada Carbones Turquía-Venezuela, según la Gaceta Oficial 41.472. Esta postura del Gobierno nacional dejó sin efecto la alianza internacional de julio de 2017 y originó la demanda de Inter American Coal S.A. ante un tribunal arbitral francés. Detrás de estas dos nueva empresa turca Armando.info preparó un informe donde su propietario es un joven empresario italiano de 25 años Lorenzo Antonelli (cuñado de Alex Saab) que figura al frente de Marilyns Proje Yatirim, una empresa turca que debuta en Venezuela para explorar y extraer el oro del sur del país, y de la italiana Patrizia Fiore (tía de Camila Fabri). Las corporaciones Glenmore Proje Insaat y Marilyns Proje Yatirim aparecen registradas entre 2014 y 2015 por directores diferentes en Estambul, pero ambas señalan la misma dirección fiscal.
Venezuela no ha sido un país tradicional que produce carbón al punto que en 2019 triplico su producción. En 2019 Pdvsa exportó 310 000 toneladas generando casi 40 millones de dólares de ingresos. Para junio de 2020 Pdvsa había logrado exportar 365 000 toneladas y el mayor comprador resultaba ser Reino Unido para esos años.

## Exportación de coque
Venezuela antes del 2004 era el segundo exportador mundial de coque con unas 50 mil toneladas al año, la verdadera tragedia ocurrió el 3 de enero de 2009, un incendio en uno de los terminales de embarque del Complejo Criogénico “José Antonio Anzoátegui” acabó con la banda que transportaba el coque a los buques exportadores. A partir de esa fecha se comenzó a acumular enormes cerros de coque durante 6 años, crecen a razón de 15 mil toneladas diarias de los diferentes mejoradores, No hay acuerdo en cuanto a la cantidad exacta de coque están acumulados en cinco patios de almacenamiento. Una tonelada de coque esta valorizada en 80 dólares en el mercado internacional cifra que maneja el diputado a la Asamblea Nacional (AN) por Anzoátegui, Carlos Michelangeli, en 2014. La transnacional Koch Terminales y Sólidos del Caribe CA  era la encargada de las labores de colocación en los barcos, y su casa matriz,  Koch Mineral C.A. se encargaba de la comercialización en el extranjero (el coque venezolano era comprado por Holanda, Turquía, Italia y Brasil)
El 2016 la empresa Maroil Trading manejada por el magnate Wilmer Ruperti, fue favorecido durante la licitación para el acondicionamiento, manejo y desalojo de 12 millones de toneladas de Coque de petróleo  (residuo del procesamiento del crudo extrapesado) almacenado durante ocho años en los patios del Complejo Petroquímico José Antonio Anzoátegui debido  a una falla técnica en la faja transportadora que llevaba el material al terminal marítimo para su exportación, propiedad de Wilmer Ruperti. Se cotizó la tonelada para el momento en 35 dólares. y se adjudica un contrato por 138 millones de dólares para deshacerse de montaña de coque.
En noviembre de 2019 Venezuela exportó 26 000 toneladas de coque a Cuba  por un total de 1700 millones de dólares. La producción de coque de enero a octubre de 2022 se multiplicó fue de alrededor de 2.82 millones de toneladas. Venezuela exportó 1,81 millones de toneladas de coque a China durante el año 2022, que superó a las 151.500 toneladas exportadas en 2021 a ese país. De igual forma a Turquía se ha exportado 479.500 toneladas del total de coque
Durante el año 2022 Venezuela exportó 3.3 millones de toneladas de coque especialmente a Francia y China.
India compró 548.200 toneladas en el año año 2022 a 220 dólares la tonelada y durante el año 2023 compró 546.200 toneladas de coque venezolano para su industria cementera.
La producción de coque de petróleo de enero 2023 alcanzó un récord de 727.000 toneladas métricas Después del Caso PDVSA-Cripto en 2023, PDVSA presidida por Pedro Rafael Tellechea amplió con tres empresas nuevas para su exportación de coque quitando la prioridad a Maroil Trading, con sede en Ginebra, con quien mantenía un contrato exclusivo desde 2017 a US 11.5 dólares la tonelada, cuando el precio había subido en 2022 a 100 dólares la tonelada. En julio de 2023 el coque venezolano se estaba vendiendo en 105 dólares la tonelada, mientras que la tonelada de coque saudita estaba en 103 dólares y el de la Costa del Golfo de Estados Unidos para entrega en India se cotizaba en 105 dólares la tonelada.

## Propiedad de las Acciones
La República Bolivariana de Venezuela posee la totalidad de las acciones de la empresa, que se encuentra adscrita al Ministerio del Poder Popular para la Energía y Petróleo. En la Constitución de 1999 está contemplado que la empresa mantenga el monopolio exclusivo de los hidrocarburos que se encuentren en el subsuelo venezolano (petróleo, gas natural, entre otros) y que sus acciones no pueden ser vendidas a particulares. No obstante, la empresa puede asociarse y entregar concesiones para la prestación de servicios relacionados con sus productos.

## Presidentes
La siguiente es una lista de los presidentes que ha tenido Petróleos de Venezuela desde el inicio de sus operaciones en 1976:
| Presidentes de PDVSA              |                                        |                 |  |
| Presidente                        | Período                                | Ref             |  |
| Rafael Alfonzo Ravard             | Enero de 1976 — marzo de 1983          |                 |  |
| Humberto Calderón Berti           | Marzo de 1983 — febrero de 1984        |                 |  |
| Brígido Natera                    | Febrero de 1984 — octubre de 1986      |                 |  |
| Juan Chacín Guzmán                | Octubre de 1986 — marzo de 1990        |                 |  |
| Andrés Sosa Pietri                | Marzo de 1990 — marzo de 1992          |                 |  |
| Gustavo Roosen P.                 | Marzo de 1992 — marzo de 1994          |                 |  |
| Luis Giusti López                 | Marzo de 1994 — febrero de 1999        |                 |  |
| Roberto Mandini                   | Febrero de 1999 — agosto de 1999       | [ 336 ]         |  |
| Héctor Ciavaldini                 | Agosto de 1999 — octubre de 2000       | [ 336 ]         |  |
| Guaicaipuro Lameda Montero        | Octubre de 2000 — febrero de 2002      |                 |  |
| Gastón Parra Luzardo              | Febrero de 2002 — abril de 2002        |                 |  |
| Alí Rodríguez Araque              | Abril de 2002 — octubre de 2004        |                 |  |
| Rafael Ramírez Carreño            | Noviembre de 2004 — septiembre de 2014 |                 |  |
| Eulogio Del Pino                  | Septiembre de 2014 — agosto de 2017    |                 |  |
| Nelson Martínez                   | Agosto de 2017 — noviembre de 2017     | [ 336 ]         |  |
| Manuel Salvador Quevedo Fernández | Noviembre de 2017 — abril de 2020      | [ 337 ]         |  |
| Asdrúbal Chávez                   | Abril de 2020 — enero de 2023          | [ 338 ]         |  |
| Pedro Tellechea Ruiz              | Enero de 2023 — agosto de 2024         | [ 339 ]         |  |
| Héctor Obregón Pérez              | Agosto de 2024 - en el cargo           | [ 340 ] [ 341 ] |  |

## Directiva
La Junta Directiva de PDVSA "es el órgano administrativo de la Corporación, con las más amplias atribuciones de administración y disposición, sin otras limitaciones que las que establezca la ley y los estatutos sociales de PDVSA". Se encarga de preparar y presentar los informes de resultados de operaciones y financieros, así como formular y seguir las estrategias operaciones, económicas, financieras y sociales de la empresa.
La actual junta directiva se designó mediante el Decreto presidencial N.º 4.846 publicado en la Gaceta Oficial extraordinaria N.º 6760 del 28 de agosto de 2023 y está conformada por:
- Héctor Andrés Obregón Pérez — Presidente de PDVSA[345]
- Héctor Andrés Obregón Pérez — Vicepresidente Ejecutivo
- Leyli Beatriz Ferrer Avendaño — Vicepresidente de Planificación e Ingeniería
- Luis Enrique Molina Duque — Vicepresidente de Exploración y Producción
- Gustavo Adolfo Boadas Díaz — Viceministro de Refinación
- Génesis Sabrina Ron Solano — Vicepresidente de Comercio y Suministro Internacional
- Luis Miguel González Núñez — Vicepresidente de Gas[346]
- Juan Carlos Díaz Socorro — Vicepresidente de Comercio y Suministro Nacional
- Heifred Jhoselin Segovia Marrero — Vicepresidente de Finanzas de PDVSA
- Ronny Rafael Romero Rodríguez — vicepresidente de Asuntos Internacionales de PDVSA

## Medios de comunicación
La empresa estatal tuvo dos medios de comunicación propios, los cuales fueron el canal de televisión PDVSA TV y un circuito de emisoras radiales PDVSA RADIO, ambas actualmente descontinuadas.

## Logotipo
El símbolo utilizado en el logotipo de PDVSA está basado en un petroglifo cuyo motivo principal es una representación del sol ornamentado, representado en la Piedra Guarataro, que fue encontrado durante exploraciones cercanas a la población de Caicara del Orinoco. La simbología del sol como fuente de energía es asociado de esta manera con la principal actividad de la empresa.

## Libros
- “Quien Destruyó PDVSA” de Sergio Sáez, Gustavo Coronel de la Editorial Dahbar, Edición: mayo 2021 de 261 pag.